# Mata Atlântica
A Mata Atlântica é um bioma de floresta tropical que abrange a costa leste, nordeste, sudeste e sul do Brasil, leste do Paraguai e a província de Misiones, na Argentina. Seus processos ecológicos evoluíram a partir do Eoceno, quando os continentes já estavam relativamente dispostos como estão hoje. A região é ocupada por seres humanos há mais de 10 000 anos. A partir da colonização europeia, e principalmente, no século XX, a Mata Atlântica passou por intenso desmatamento, restando menos de 20% da cobertura vegetal original.
É um grande centro de endemismo e suas formações vegetais são extremamente heterogêneas, indo desde campos abertos em regiões montanhosas até florestas chuvosas perenes nas terras baixas do litoral. A fauna abriga diversas espécies endêmicas, e muitas são carismáticas, como o mico-leão-dourado e a onça-pintada. O WWF dividiu a Mata Atlântica em 15 ecorregiões, visando manter ações mais regionalizadas na conservação, já que o grau de desmatamento e as ações conservacionistas são específicas para cada região abrangida pelo bioma.
Atualmente, cerca de 16% da cobertura original existe, a maior parte em pequenos fragmentos, de floresta secundária. No Brasil, restam cerca de 15,3% (a maior parte na Serra do Mar), no Paraguai, cerca de 15% e na Argentina, 45% da vegetação. Na conservação da Mata Atlântica brasileira, a criação de dois corredores ecológicos ligando os principais remanescentes de floresta no sul da Bahia e norte do Espírito Santo (Corredor Central) e os fragmentos na região da Serra do Mar e da Serra dos Órgãos (Corredor da Serra Mar) são de suma importância na conservação da biodiversidade.
Os remanescentes do Paraguai e Argentina fazem parte de uma estratégia trinacional de conservação, com a criação de corredores unindo as principais unidades de conservação desses países e outras quatro unidades de conservação do Brasil. Na Argentina, restam cerca de 10 000 km², o que representa o maior trecho contínuo de "mata Atlântica do Interior". A Lei do Corredor Verde é uma tentativa de resguardar legalmente esses  pedaços  de floresta na Argentina. No Paraguai, o desmatamento se deu principalmente a partir da década de 1980 e as unidades de conservação são poucas e na maior parte particulares. Apesar do alto grau de desmatamento, a região da Mata Atlântica é a que mais possui unidades de conservação na América Latina, apesar de muitas serem pequenas e insuficientes para manutenção de processos ecológicos e biodiversidade.

## Conceito

### Histórico

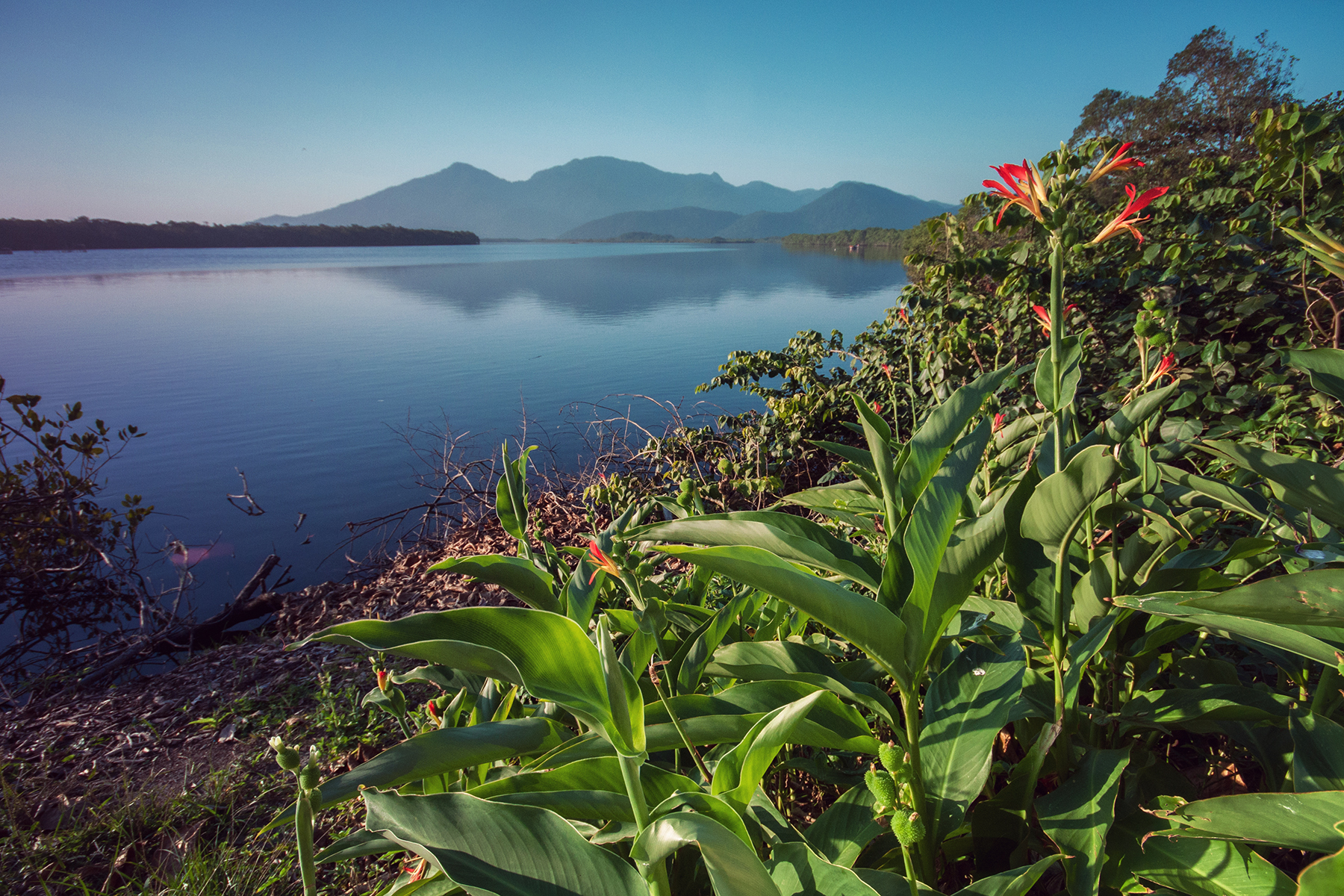
Vista do Parque Estadual da Ilha do Cardoso, em São Paulo.

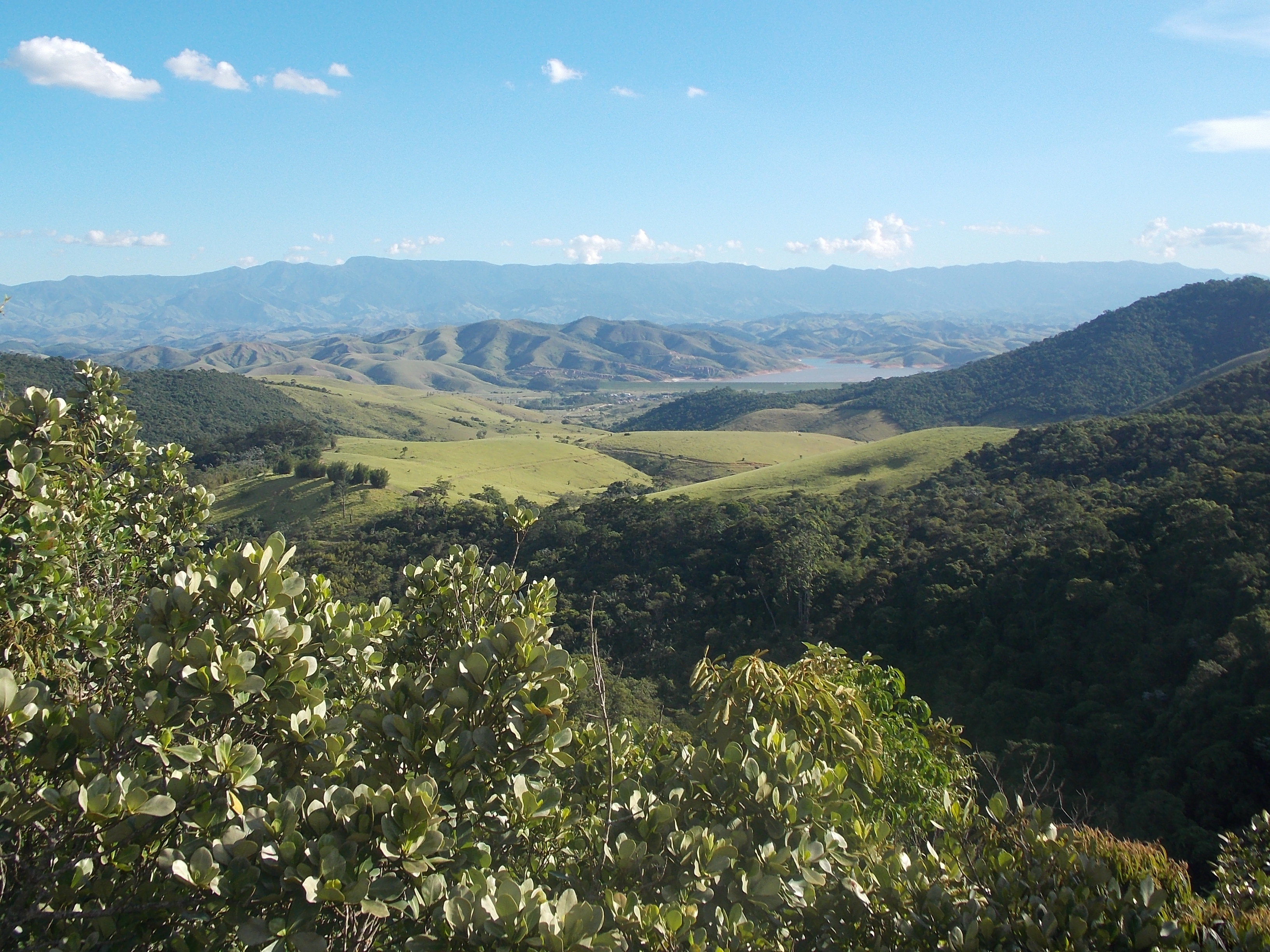
Vegetação do Parque Nacional do Itatiaia, entre o Rio de Janeiro e Minas Gerais.

Em 1824, Martius descreve um tipo de vegetação brasileira a que ele chamou "Matto-virgem [Urwäldern] do litoral", ou "Matta Geral". O mesmo autor, em 1837, denominou a área fitogeográfica do litoral do Brasil como Regio montano-nemorosa ou Dryas, renomeada em 1858 como Dryades.
Nos anos de 1850, Burmeister a chamaria Südöstliches Urwald- oder Küstengebiet, "região das matas virgens do sudeste ou costeiras".
Dentre os primeiros autores a usar como referência o nome do adjacente oceano Atlântico, estão Wappäus (1884), que usou os termos "zona do litoral", "zona da mata virgem da costa oriental", "zona das florestas virgens do Atlântico" e "matta virgem da costa do Atlântico".

### Amplitude
A expressão Mata Atlântica pode ser usada em ao menos dois sentidos: Mata Atlântica sensu stricto e Mata Atlântica sensu lato.
Alguns autores, como Ferri (1980), Leitão Filho (1987) e Veloso et al. (1992) restringem a aplicação do termo Mata Atlântica (sensu stricto) às áreas de Floresta Ombrófila Densa do litoral. Para Joly et al. (1991), tal Mata Atlântica sensu stricto (ou Floresta Pluvial Atlântica) das regiões sudeste e sul apresenta três formações florestais distintas, segundo critérios fisionômicos, florísticos e de origem: Matas de Planície Litorânea, Matas de Encostas e Matas de Altitude.
Segundo Joly et al. (1991, 1999) e Rizzini (1997) Mata Atlântica (sensu lato) se refere à vegetação que, ocorre ao longo de todo o litoral brasileiro, do Rio Grande do Norte ao Rio Grande do Sul, estendendo-se para o interior nas regiões sul e sudeste (nos estados do Rio de Janeiro, Espírito Santo, São Paulo, Paraná e Santa Catarina, e partes de Minas Gerais, Rio Grande do Sul, além de Paraguai e Argentina), sendo característica das Serras do Mar e da Mantiqueira. Apresenta os seguintes tipos de vegetação: Floresta Ombrófila Densa (Mata Atlântica sensu stricto), Floresta Ombrófila Mista (Mata de Araucária) e Floresta Estacional Semidecidual e Decidual (Mata Seca, ou Mata Atlântica do Interior, ou Mata de Planalto), além de ecossistemas associados, que são os campos sulinos e as áreas de influência flúvio-marinha (manguezais e restingas).

## História

### Formação

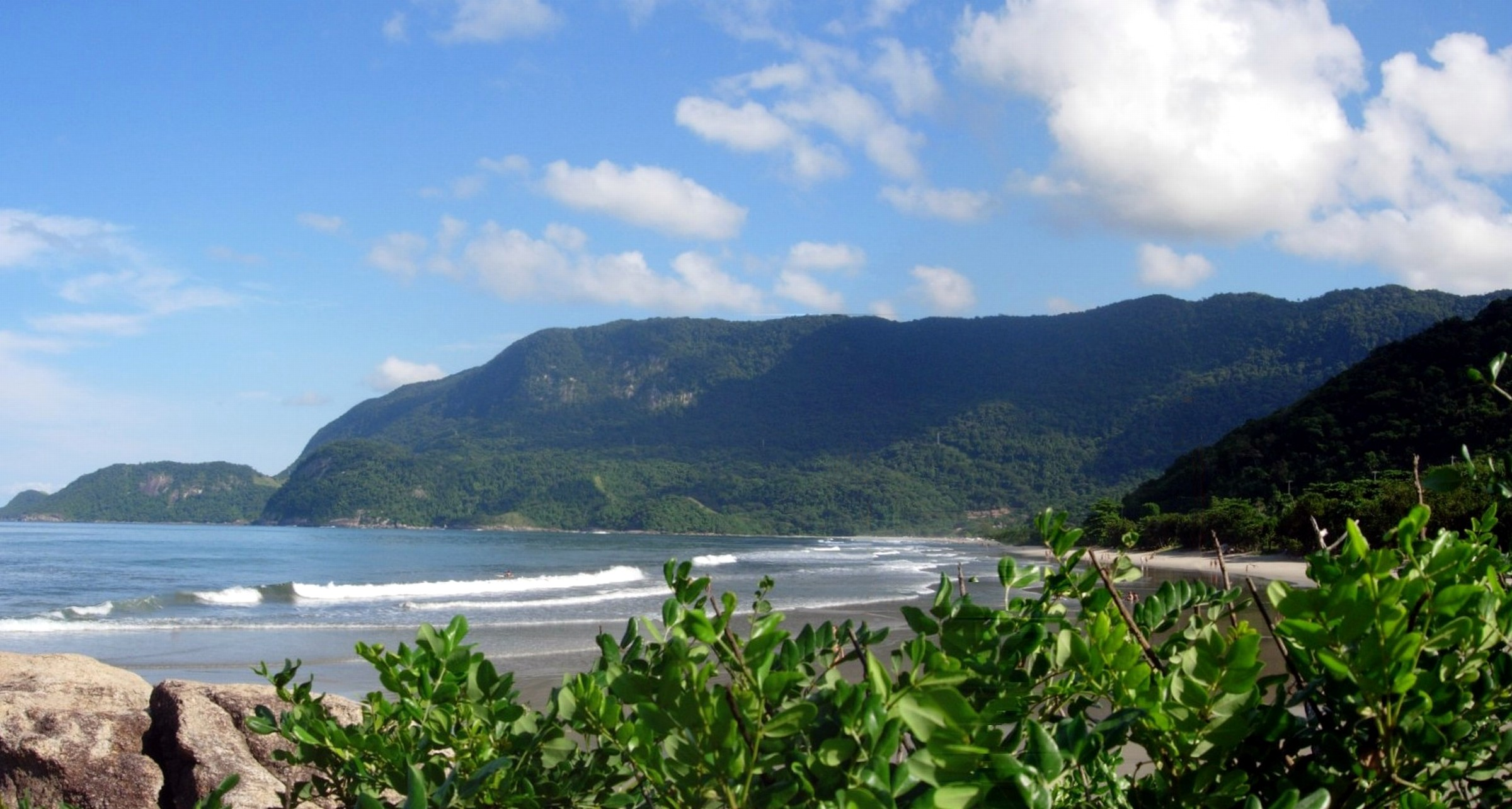
Trecho da Serra do Mar em São Sebastião, São Paulo

A história da Mata Atlântica tem seu início há 50 milhões de anos, quando o continente sul-americano já era uma massa de terra isolada e suas formas de vida passaram a evoluir localmente, sem transtornos geológicos adicionais. Ao longo desse tempo, no período Quaternário, a floresta passou por períodos de fragmentações e expansões, em decorrências das inúmeras eras Glaciais que ocorreram durante esse período. Nos períodos em que o planeta se encontrava com temperaturas mais baixas, os refúgios eram centros em que a biodiversidade florestal evoluía de forma isolada. Essa hipótese pode explicar a enorme diversidade desse bioma, tal como seu alto grau de endemismo. É notável que exatamente o sul da Bahia, norte do Espírito Santo e litoral de Pernambuco são centros de endemismo na Mata Atlântica e os registros de pólen demonstram que tais regiões eram refúgios no final do Pleistoceno. Concomitante a relativa estabilidade no nordeste brasileiro, havia uma instabilidade climática à sudeste, embora isso parece não ter evitado endemismo de alguns táxons  de anfíbios amplamente distribuídos. Essa instabilidade climática no sudeste e sul do Brasil tinha como consequência o surgimento de outras fitofisionomias que não eram florestadas: estudos paleoclimáticos utilizando pólen demonstram que o sudeste e sul passaram por inúmero momentos em que as florestas eram substituídas por formações abertas, como pradarias. Mais especificamente, a Mata de Araucária, chegou a ocorrer até a latitudes em torno de 19º (muito ao norte do que ocorre atualmente) durante as glaciações, sendo substituída pela floresta estacional semidecidual há cerca de 10 000 anos, quando o clima voltou a ficar mais quente.

### Povos indígenas

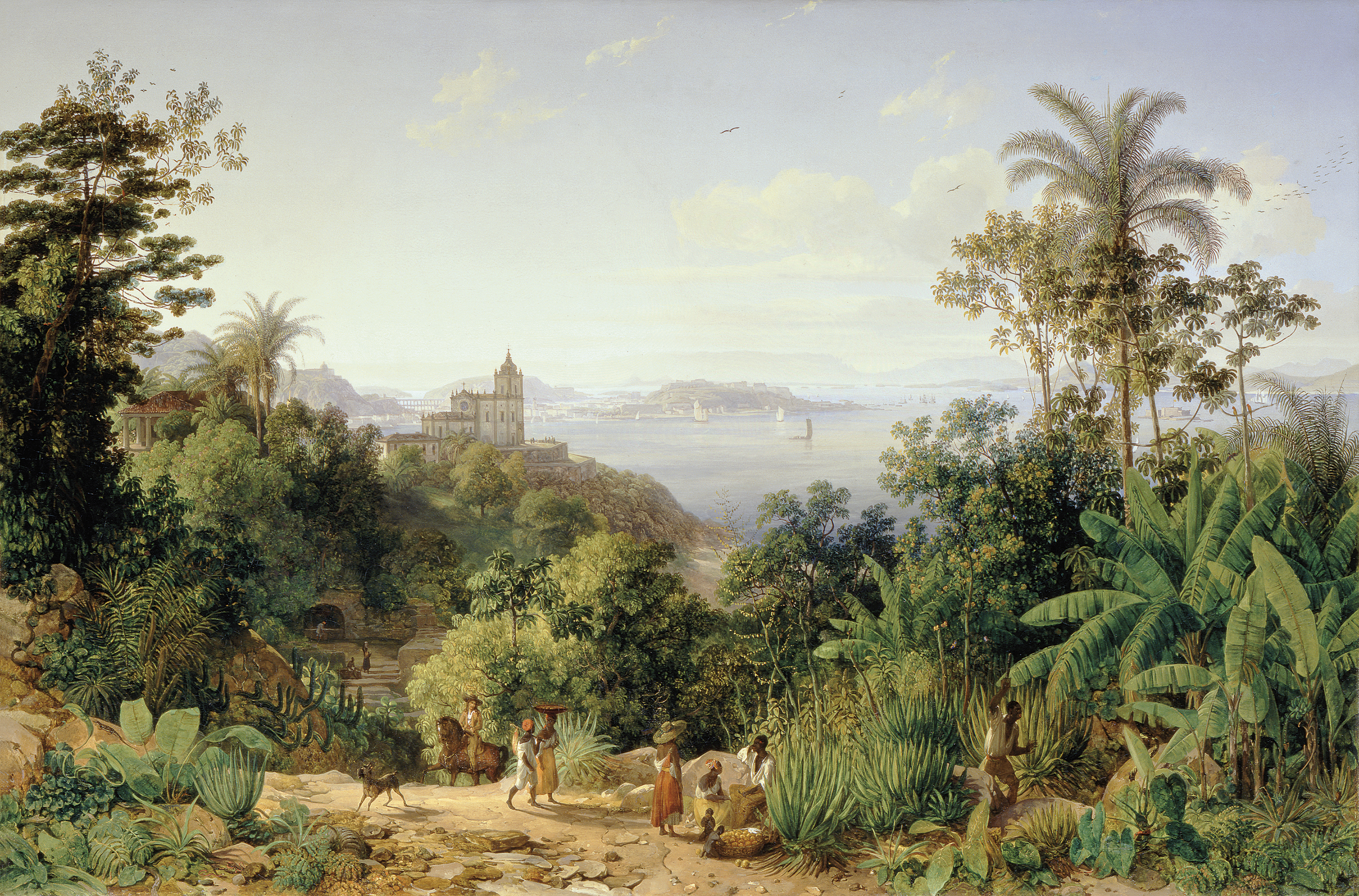
Thomas Ender: Vista do Rio, 1817

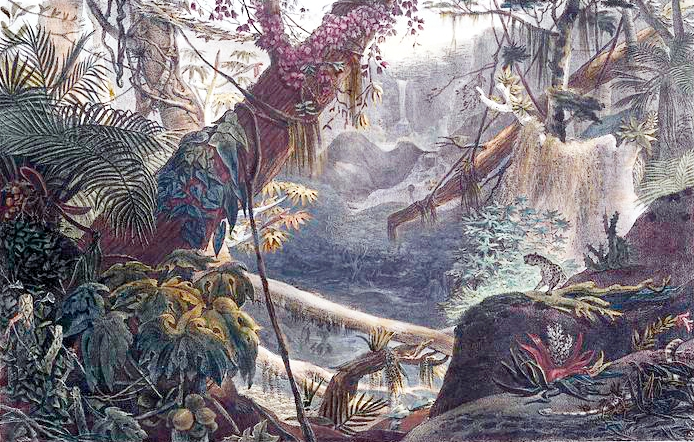
Vale da Serra do Mar retratado por Rugendas cerca de 1835.

A primeira leva de colonizadores humanos na região da Mata Atlântica ocorreu há entre 12 e 10 mil anos, como evidenciado por achados arqueológicos em Lagoa Santa, Minas Gerais. Esses colonizadores já impactaram o ambiente com atividades agricultoras itinerantes (atividades agrícolas em sistemas agroflorestais, baseado em queimada e derrubada, principalmente do sub-bosque) após sua chegada, principalmente em regiões em que as queimadas para o cultivo eram mais frequentes, ocorrendo savanização. Existe a hipótese de que os pampas surgiram decorrente das intensas queimadas provocadas por povos indígenas, já que vestígios mostram que a região era florestada há cerca de 5 mil anos. É provável que toda a mata da baixada litorânea tivesse sido, pelo menos uma vez, modificada para o cultivo pelos Tupis. É interessante que uma das fitofisionomias mais conhecidas, a Mata de Araucária atual, pode ter surgido decorrente do manejo feito por agricultores itinerantes da Araucaria angustifolia. Também, a agricultura itinerante é praticada até hoje por vários grupos caiçaras e quilombolas do litoral do Rio de Janeiro e São Paulo.

### Colonização europeia
| Mata Atlântica em 1500 | Mata Atlântica em 1500 |
| Estado                 | Área de domínio        |
| ---------------------- | ---------------------- |
| Alagoas                | 53%                    |
| Bahia                  | 33%                    |
| Ceará                  | 3%                     |
| Espírito Santo         | 100%                   |
| Goiás                  | 3%                     |
| Mato Grosso do Sul     | 18%                    |
| Minas Gerais           | 46%                    |
| Paraíba                | 12%                    |
| Paraná                 | 98%                    |
| Pernambuco             | 18%                    |
| Piauí                  | 9%                     |
| Rio de Janeiro         | 100%                   |
| Rio Grande do Norte    | 6%                     |
| Rio Grande do Sul      | 48%                    |
| Santa Catarina         | 100%                   |
| São Paulo              | 68%                    |
| Sergipe                | 54%                    |

Com a chegada dos portugueses, a partir de 1500, inicia-se uma nova fase da exploração da Mata Atlântica. O pau-brasil foi o principal alvo de extração e exportação dos exploradores que colonizaram a região, no início da colonização pelos europeus. O primeiro contrato comercial para a exploração do pau-brasil foi feito em 1502, o que levou o Brasil a ser conhecido como "Terra Brasilis", ligando o nome do país à exploração dessa madeira avermelhada como brasa.
Nota-se que a colonização europeia e posterior dizimação dos povos indígenas, acabou por interromper um processo de degradação da floresta por meio da agricultura itinerante dos tupis, pois criou imensos espaços vazios, o que contribuiu (embora não propositalmente) para a conservação da floresta primária e recuperação  de muitas áreas secundárias: a extração do pau-brasil e os cultivos de cana-de-açúcar e trigo, embora extremamente degradadores em âmbito local, não foram preponderantes para a destruição da vegetação "globalmente", que permaneceu conservada em grande parte de sua ocorrência até pelo menos, o século XIX. Entretanto, não havia uma "consciência ecológica", ou qualquer preocupação com o uso do solo, e cada vez mais, havia uma divisão clara entre o que era civilização e "mundo natural", que passava, inclusive, a ser desprezado pelos "brancos". Ao contrário do que havia ocorrido em suas colônias na Ásia, os portugueses não demonstravam grande interesse pela biota americana, com exceção de alguns jesuítas: este fato foi mudar a partir do século XIX, com a chegada do rei D. João VI ao Brasil em 1808, permitindo, inclusive, a entrada de cientistas que não eram portugueses. Mas, o incentivo da Coroa Portuguesa em se conhecer a Mata Atlântica era mais por motivos econômicos, do que por "curiosidade": o objetivo era conhecer a região para que fosse possível fazer a introdução de espécies exóticas tropicais, vindas da África e Ásia.
A partir do século XVIII, há uma aceleração na devastação da floresta no Sudeste, principalmente devido ao ciclo do ouro e a criação de gado, inclusive, com a introdução de pastagens exóticas, o que deve ter destruído pelo menos, 30 mil km² da Mata Atlântica nesse século. Em Ouro Preto, por exemplo, a extração do ouro, além do desmatamento, provocou erosão e surgimento de inúmeras voçorocas.
Paradoxalmente, a extração de madeira no fim do século XVIII e início do século XIX para a construção de navios é que despertou um interesse conservacionista das florestas: na capitania de São Paulo, foram criadas reservas no litoral e toda uma legislação visando regulamentar a exploração do que passou a ser chamado de "floresta virgem". Rodrigo de Sousa Coutinho delineou planos de como explorar a floresta de forma mais sustentável, embora isso causou furor nos madeireiros, pois ia de encontro a todos interesses econômicos por trás de uma exploração desenfreada da madeira pelas elites locais. Entretanto, tal "conservacionismo" era para atender os interesses de aumentar o poder bélico da Coroa.

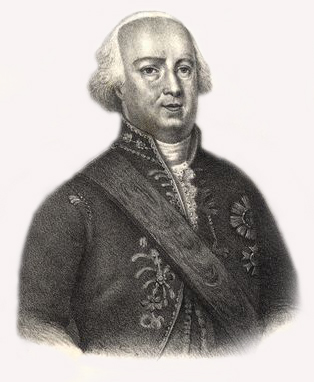
Rodrigo de Sousa Coutinho visava uma exploração mais racional da madeira da Mata Atlântica no fim do século XVIII.

### O Brasil independente
Com a Independência do Brasil, pouca coisa mudou em relação a um uso mais racional do solo: pelo contrário, as elites locais, agora livres de uma intervenção de uma Coroa distante, se viram numa situação mais favorável à total exploração e aumento das riquezas pessoais. Surgem inúmeras propriedades de dimensões gigantescas, que acabavam refletindo um uso totalmente irracional dos recursos: a terra era visto como recurso descartável, sendo mais vantajoso exaurir uma determinada área para depois ir para áreas de fronteira que estavam sendo desmatadas, do que trabalhar a terra. Esse modelo de produção refletia a mentalidade escravocrata da época: a exploração da terra até a exaustão era tão válida quanto a exploração de seres humanos como escravos. Era também, uma versão ampliada da agricultura itinerante, se baseando na queimada e derrubada e consequente mudança de local com a exaustão dos recursos. E mesmo após 1850, em que houve uma tentativa de se regularizar as propriedades e por conseguinte seu uso, o desmatamento prosseguiu: na realidade, a inabilidade e conivência na administração de terras públicas que a Coroa possuía também eram presentes no Brasil Império, resultando nos mesmos problemas anteriores de propriedade e exploração desenfreada.
Foi com ciclo do café que começou haver uma devastação significativa da Mata Atlântica: até então, embora de forma exploratória, os ciclos de cana-de-açúcar e do ouro, e extração de "curiosidades" da floresta, não foram tão destrutivos para a floresta como um todo, visto que acabavam ficando restritos, muitas vezes, a áreas de floresta secundária e campos degradados. Entretanto, somada à cultura de uso descartável do solo e desperdício no cultivo em si, o café parecia exigir o plantio em solos de floresta primária, o que acabou expandido o desmatamento para muitas áreas florestadas do Rio de Janeiro, Minas Gerais, Espírito Santo e São Paulo. No estado de São Paulo, é notável uma correlação entre o avanço dos cafezais e as derrubadas e queimadas: até 1886 foram derrubados 28 000 km² de florestas em função do plantio do café, a uma taxa de 720 km² por ano. Havia, também, uma mentalidade que refletia não apenas o uso descartável do solo, mas também um desprezo pelo "mundo natural", considerado, inclusive, fonte de muitos males. Apesar disso, alguns estadistas, como José Bonifácio de Andrada e Silva, manifestavam preocupação com a destruição das florestas.
Nesse século é que a tecnologia começa a ser preponderante no avanço do desmatamento sobre as terras "desconhecidas" do interior. A cultura do café e demais produtos agrícolas tinha sua expansão dificultada pela impenetrabilidade do interior. A chegada das ferrovias ao país permitiu a exploração de novas áreas, antes inacessíveis. Começa um acelerado processo que terá seu ápice no século seguinte. Apesar disso, tem início também uma mudança de mentalidade com o descaso no uso da terra e o desperdício dos recursos naturais. Entretanto, tal mudança ainda é muito incipiente, já que o "progresso", com a Proclamação da República, é visto como algo totalmente contrário à manutenção das florestas naturais.

### O século XX

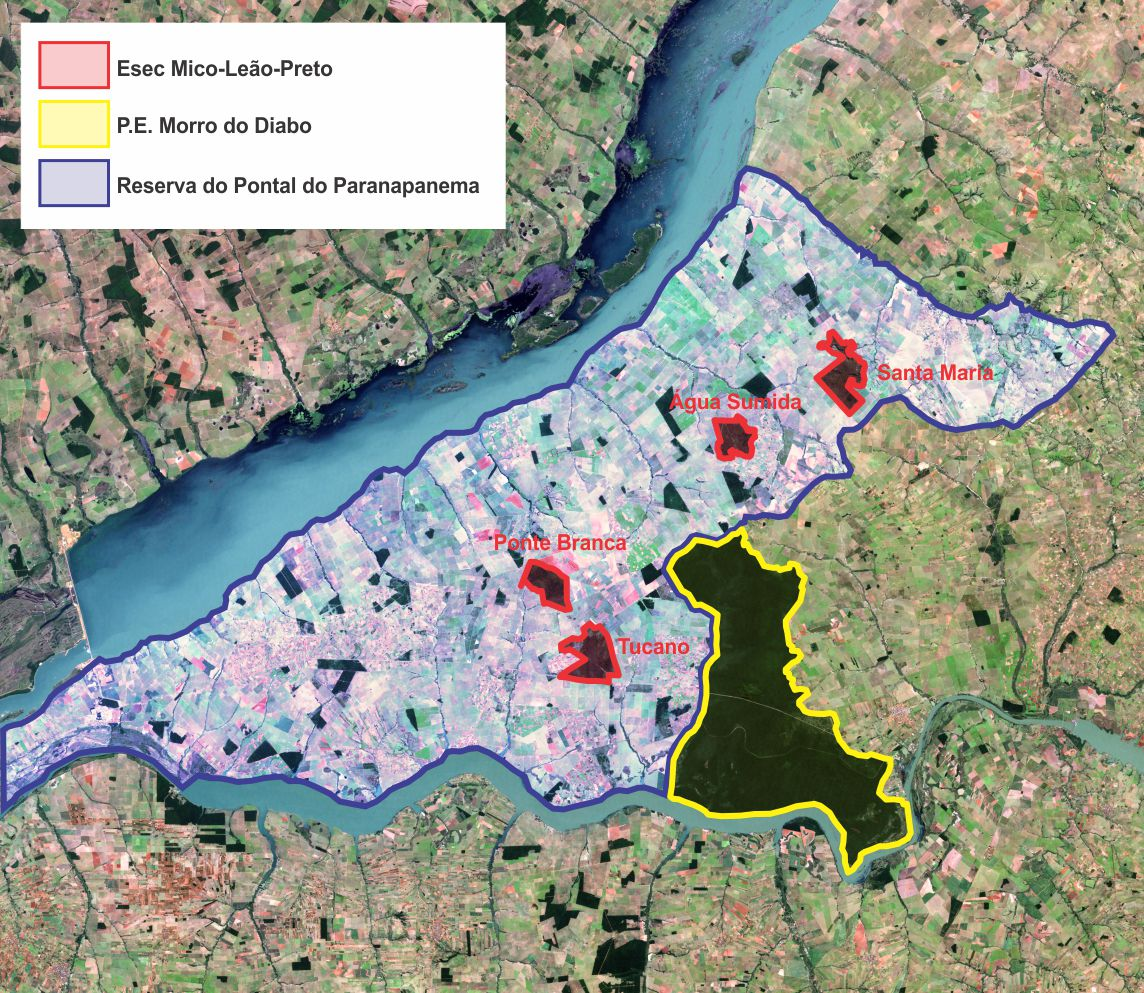
Unidades de conservação do Pontal do Paranapanema no extremo oeste do estado de São Paulo. Em amarelo, o Parque Estadual Morro do Diabo, a única unidade de conservação da região que foi consolidada e efetivamente preservada.

Foi no século XX que a Mata Atlântica passou pelas maiores taxas de desmatamento. Grande parte foi desmatada em poucos anos. O Pontal do Paranapanema é um bom exemplo de como o desmatamento na Mata Atlântica foi brutal, principalmente na metade do século:  na década de 1940 foram criados a Grande Reserva do Pontal do Paranapanema, a Reserva Estadual do Morro do Diabo e a Reserva Lagoa São Paulo, somando mais de 300 mil hectares, que em menos de 20 anos foram reduzidos aos cerca de 37 mil hectares do Parque Estadual do Morro do Diabo e pequenos fragmentos nas proximidades. De fato, o Pontal do Paranapanema foi o último "Sertão Paulista", ainda apresentando grandes porções de floresta até o início da década de 1960. Ademais, o estado de São Paulo, por conta do ciclo do café no século XIX, conservava 59% da cobertura original até 1907, mas em menos de 70 anos, isso foi reduzido a menos de 9% (cerca de 20 699 km²).
Também, no Sul da Bahia, em 45 anos, uma cobertura vegetal de quase 215 mil km² foi reduzida a pouco mais de 0,4% em 1990. O estado do Paraná conservava cerca de 80% de suas florestas no início do século, e graças à exploração da araucária (principalmente a partir da Primeira Guerra Mundial) e expansão agrícola, até a década de 1960, haviam sido desmatados 119 688 km² a uma taxa de 2 400 km² por ano: no estado restam, hoje, apenas o Parque Nacional do Iguaçu no extremo oeste e a cobertura vegetal na Serra do Mar.
As causas para tamanho desmatamento são relacionadas à crescente urbanização e industrialização do país, ao aumento da população em si, (aumentando o consumo dos recursos florestais), tal como os interesses políticos e econômicos na expansão de fronteiras agrícolas e de ferrovias. Trata-se de uma "continuação" do que já ocorrera nos séculos anteriores. O que há de diferente nesse momento, é o surgimento de uma mentalidade propriamente conservacionista, principalmente por parte da comunidade científica, embora, o "brasileiro médio" ignorasse tal mudança e até mesmo visse com o mesmo desprezo de épocas passadas a floresta tropical. Até a década de 1980, habitantes do entorno do Parque Estadual Morro do Diabo, viam-no como uma "imensa área de floresta inútil". Foi no início dos anos 1900, que Alberto Loefgren iniciou campanhas conservacionistas das florestas do estado de São Paulo, com ideias que embasaram o Código Florestal de 1934. Com essa mudança, ainda que pequena, na mentalidade, foram criadas inúmeras unidades de conservação do país, como o Parque Nacional do Iguaçu.

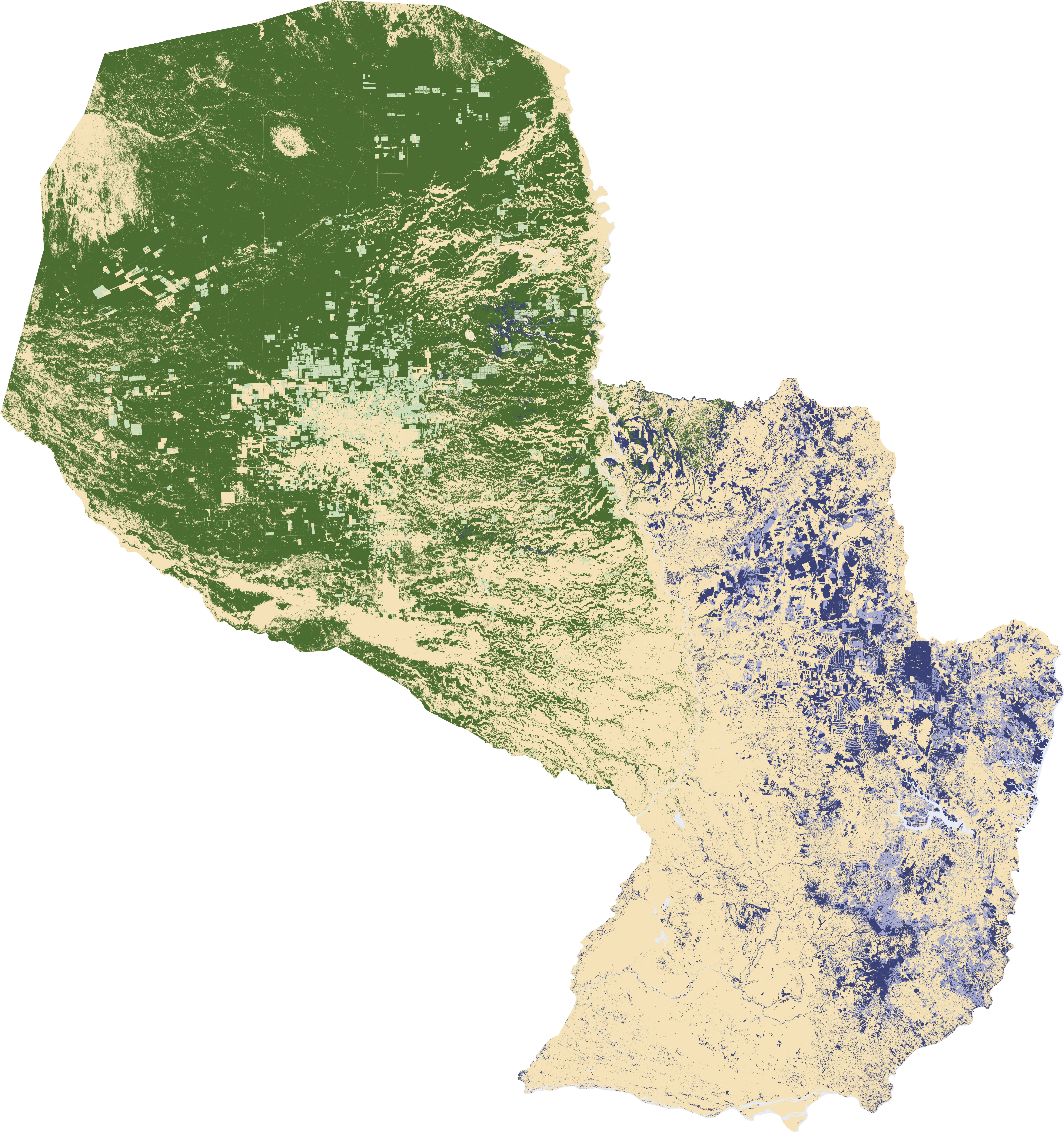
Desmatamento no Paraguai na década de 1990. Em azul, áreas do bioma da Mata Atlântica. Azul claro: remanescente em 1990; Azul escuro: remanescente no ano 2000.

Entretanto, os esquemas de grilagem de terras, principalmente no oeste paulista, oeste e norte do Paraná e norte do Espírito Santo, além de favorecerem o desmatamento em si, dificultaram a implementação de unidades de conservação que poderiam conter o desmatamento nessas regiões que ainda possuíam grandes extensões de florestas no início do século. Tal forma de ocupação da terra, tinha também consequências sociais graves: no Pontal do Paranapanema, além dos 5,3% de vegetação original restantes atualmente, observa-se que 40% das terras compõe-se de terras devolutas e griladas, passíveis de reforma agrária.
Depois da metade do século, um dos empreendimentos que mais contribuíram para a destruição dos remanescentes de floresta, vinculado ao pensamento de desenvolvimento econômico e a ditadura militar, foram as construções de hidrelétricas, principalmente aquelas na bacia do rio Paraná. Tais empreendimentos, além de aumentar o corte de árvores no entorno, alagar matas e alterar o ecossistema pluvial em si, inundou unidades de conservação já consolidadas, como o Parque Estadual Morro do Diabo (UHE de Rosana) e a Reserva Estadual Lagoa São Paulo (UHE de Porto Primavera) e ecossistemas riquíssimos, como as várzeas, levando, por exemplo, uma espécie de mamífero, o cervo-do-pantanal, à beira da extinção na região da Mata Atlântica.
Foi também no século XX, que as áreas de Mata Atlântica fora do território brasileiro foram rapidamente desmatadas: no Paraguai, entre 1945 e 1997, houve uma redução da cobertura vegetal em cerca de 75%, sendo que só entre 1987 e 2001, foram desmatados 15 400 km² (uma perda de 35,2% do remanescente de 1987). A província de Misiones, na Argentina, foi em grande parte conservada, devido a sua relativa inacessibilidade dentro da nação argentina, embora houvesse planos do governo argentino, desde o século XIX, de se ocupar a região com uma população de origem europeia. De fato, essa província argentina constitui-se um dos maiores trechos de Mata Atlântica do Interior, conservando aproximadamente 50% da cobertura original.
Após 500 anos de colonização europeia, a Mata Atlântica passou por mudanças drásticas que a reduziram a menos de 10% de sua cobertura original: seus remanescentes estão basicamente restritos à província de Misiones, na Argentina, e às escarpas da Serra do Mar. A história do desmatamento da Mata Atlântica reflete a história da América Latina, especialmente do Brasil, e essa mesma história dramática pode se repetir novamente, na outra grande floresta sul-americana: a Floresta Amazônica.

## Caracterização

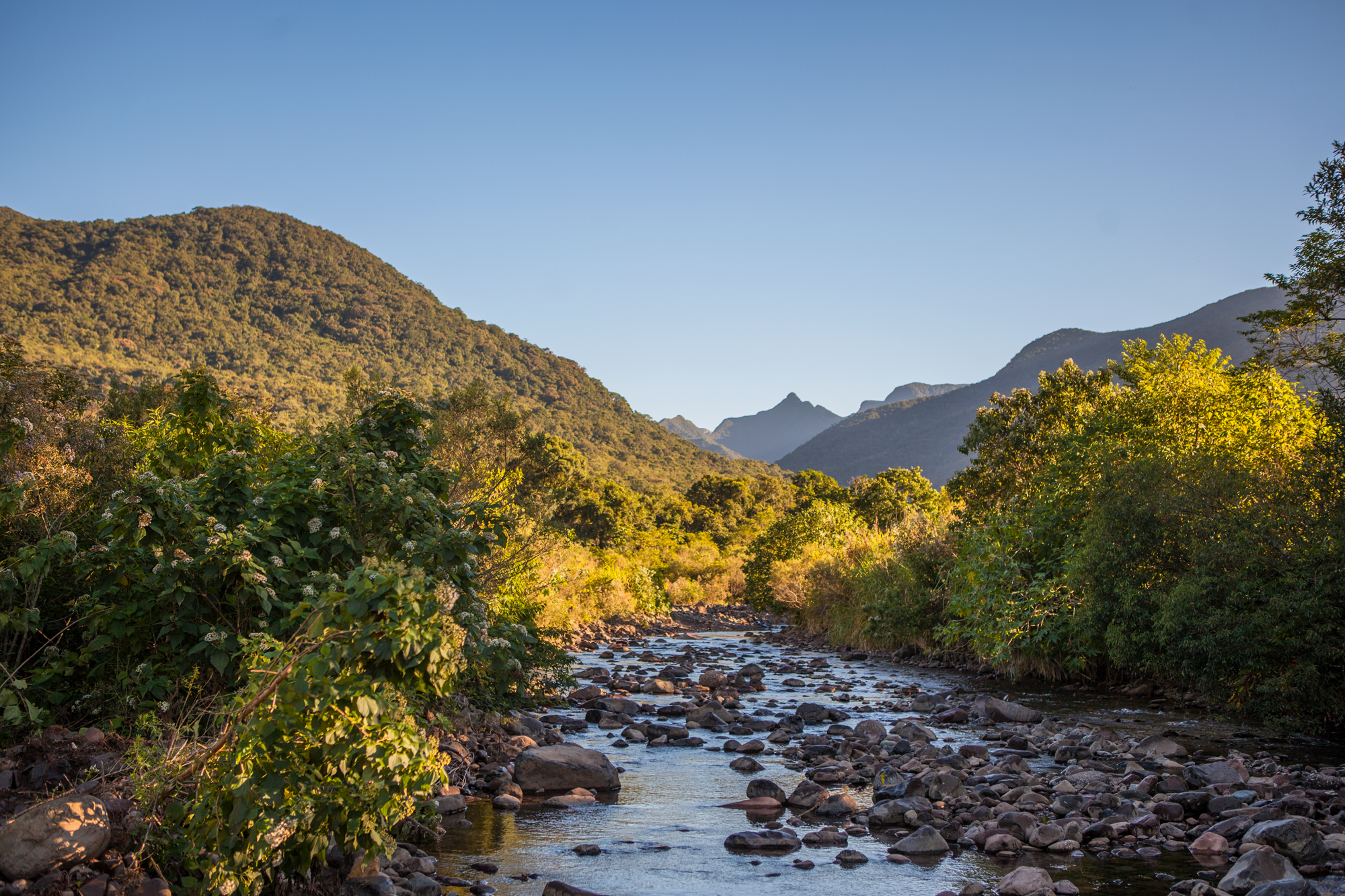
Mata Atlântica no Parque Nacional da Serra Geral, no Rio Grande do Sul.

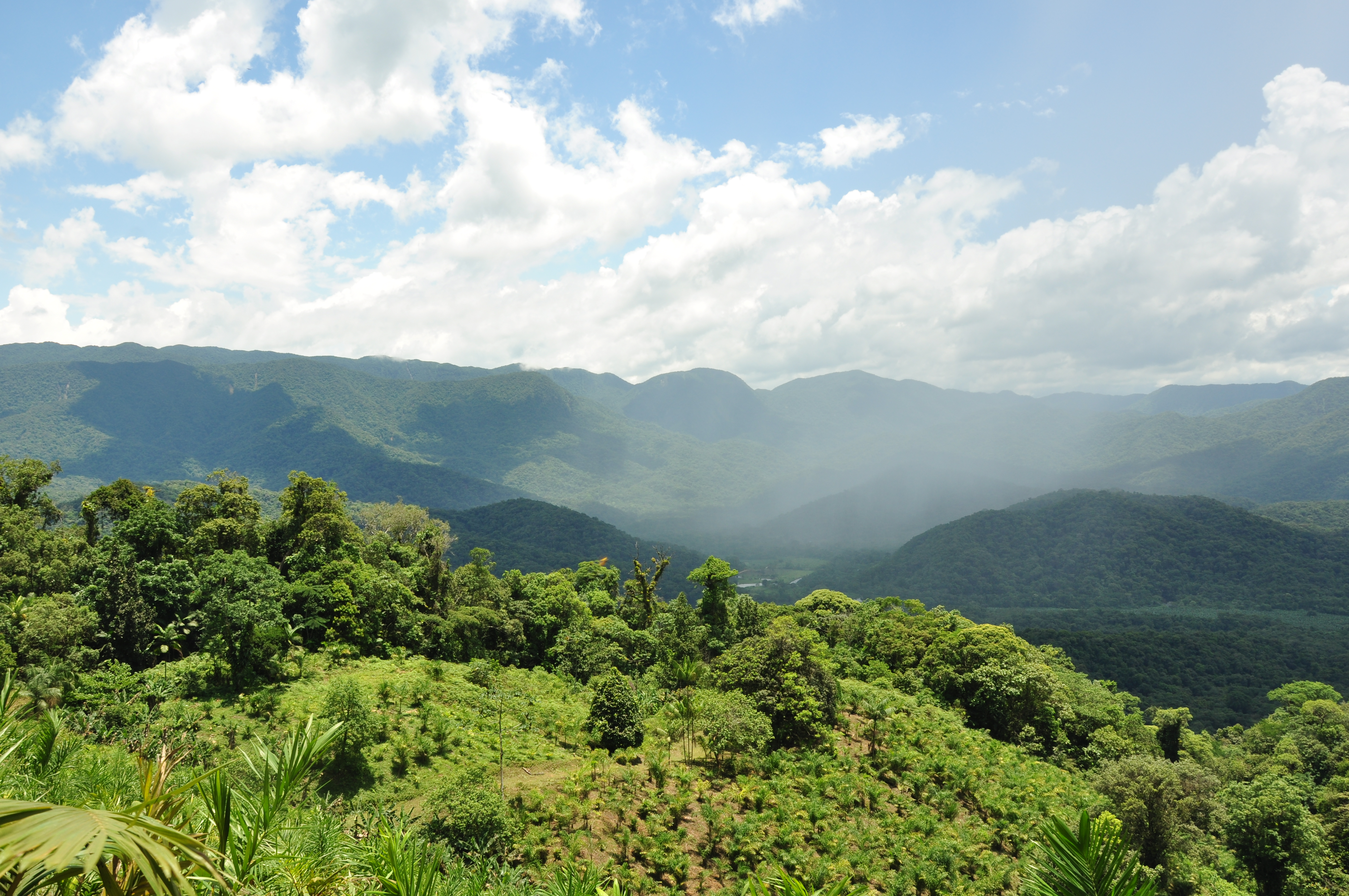
Vista do Parque Estadual Intervales, em São Paulo.

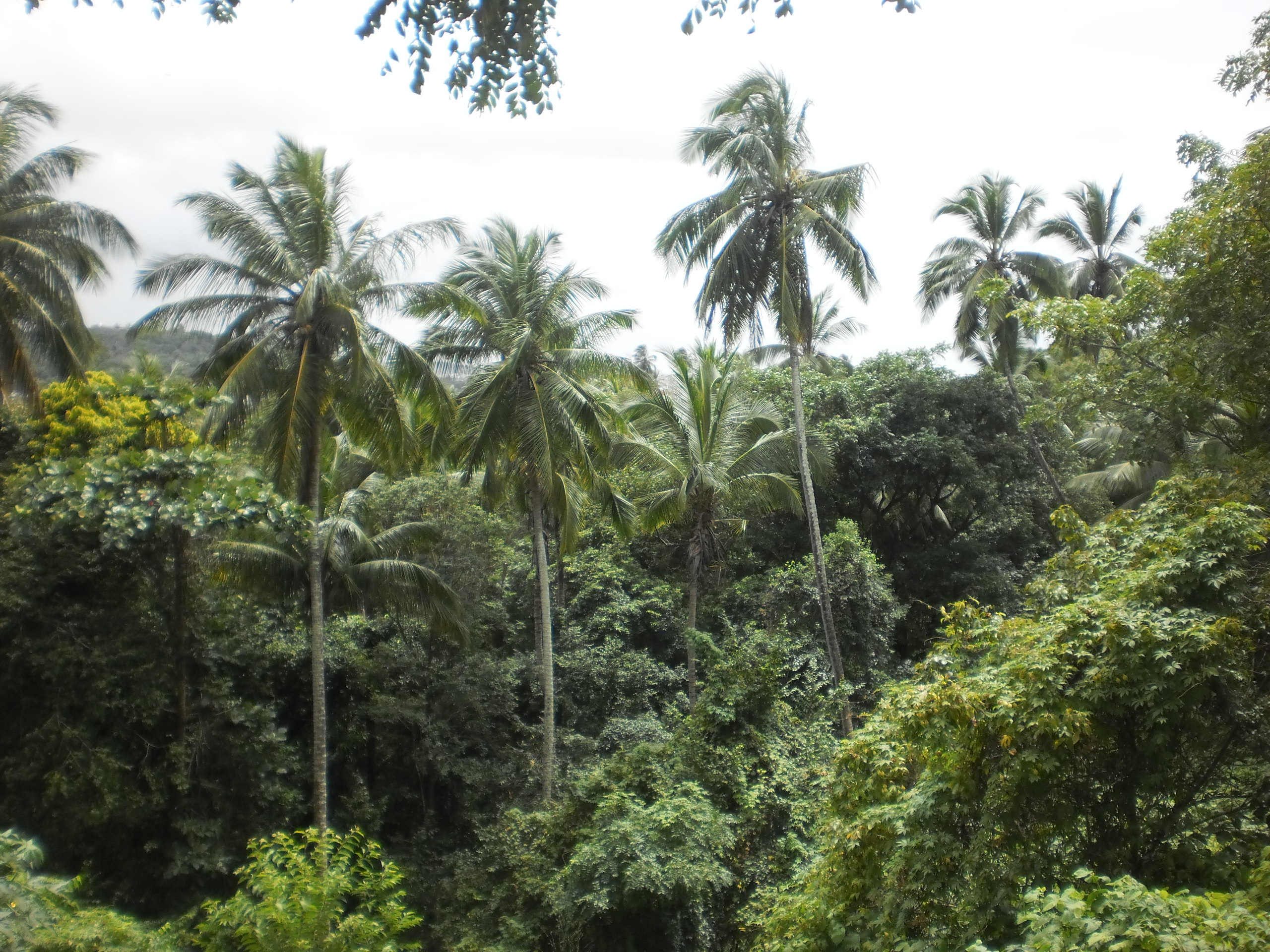
Fragmento de Mata Atlântica em Olinda, na Região Metropolitana do Recife, Pernambuco.

As áreas de domínio (área cuja vegetação clímax era esta formação vegetal) abrangia total ou parcialmente dezessete estados no Brasil, abrangendo regiões no sudeste do Paraguai e a província de Misiones, na Argentina.
A área original no Brasil era 1 315 460 km², 15% do território; sendo que contando as coberturas vegetais da Argentina e Paraguai, totaliza 1 713 535 km². Atualmente o remanescente é  102 012 km², 7,91% da área original.

### Biodiversidade
A biodiversidade da Mata Atlântica é semelhante à biodiversidade da Amazônia. Há subdivisões do bioma da Mata Atlântica em diversos ecossistemas devido a variações de latitude e altitude. Há ainda formações pioneiras, seja por condições climáticas, seja por recuperação, zonas de campos de altitude e enclaves de tensão por contato. A interface com estas áreas cria condições particulares de fauna e flora.
A fauna de vertebrados endêmica é formada principalmente por anfíbios (grande variedade de anuros), mamíferos e aves. Da flora, 55% das espécies arbóreas e 40% das não arbóreas são endêmicas. Das bromélias, 70% são endêmicas dessa formação vegetal, palmeiras, 64%. Estima-se que 8 mil espécies vegetais sejam endêmicas da Mata Atlântica.[carece de fontes?]
Observa-se também que 39% dos mamíferos dessa floresta são endêmicos, inclusive 15% dos primatas brasileiros, como o mico-leão-dourado. Cento e sessenta espécies de aves e 183 de anfíbios são endêmicas da Mata Atlântica.[carece de fontes?]

### Hidrografia
De acordo com o Conselho Nacional de Recursos Hídricos, a área de domínio da Mata Atlântica compreende oito bacias hidrográficasː
- Paraná
- Uruguai
- São Francisco
- Parnaíba
- Atlântica Sul
- Atlântico Sudeste
- Atlântico Leste
- Atlântico Nordeste Oriental

É também no domínio da Mata Atlântica, que se localiza um dos maiores aquíferos do mundo: o Aquífero Guarani.

### Flora
A Mata Atlântica é uma das florestas mais ricas em biodiversidade de plantas no Planeta, sendo constatada mais de 450 espécies no Sul da Bahia, perto de Una. Entretanto, tal diversidade e grau de endemismo varia, já que ela não se constitui em uma formação vegetal homogênea, com variações na riqueza de espécies devido a fatores como latitude, altitude, precipitação e solo. Alguns grupos de plantas como a tribo Olyreae (Poaceae), possuem uma grande porcentagem de espécies no bioma da Mata Atlântica.

### Fauna

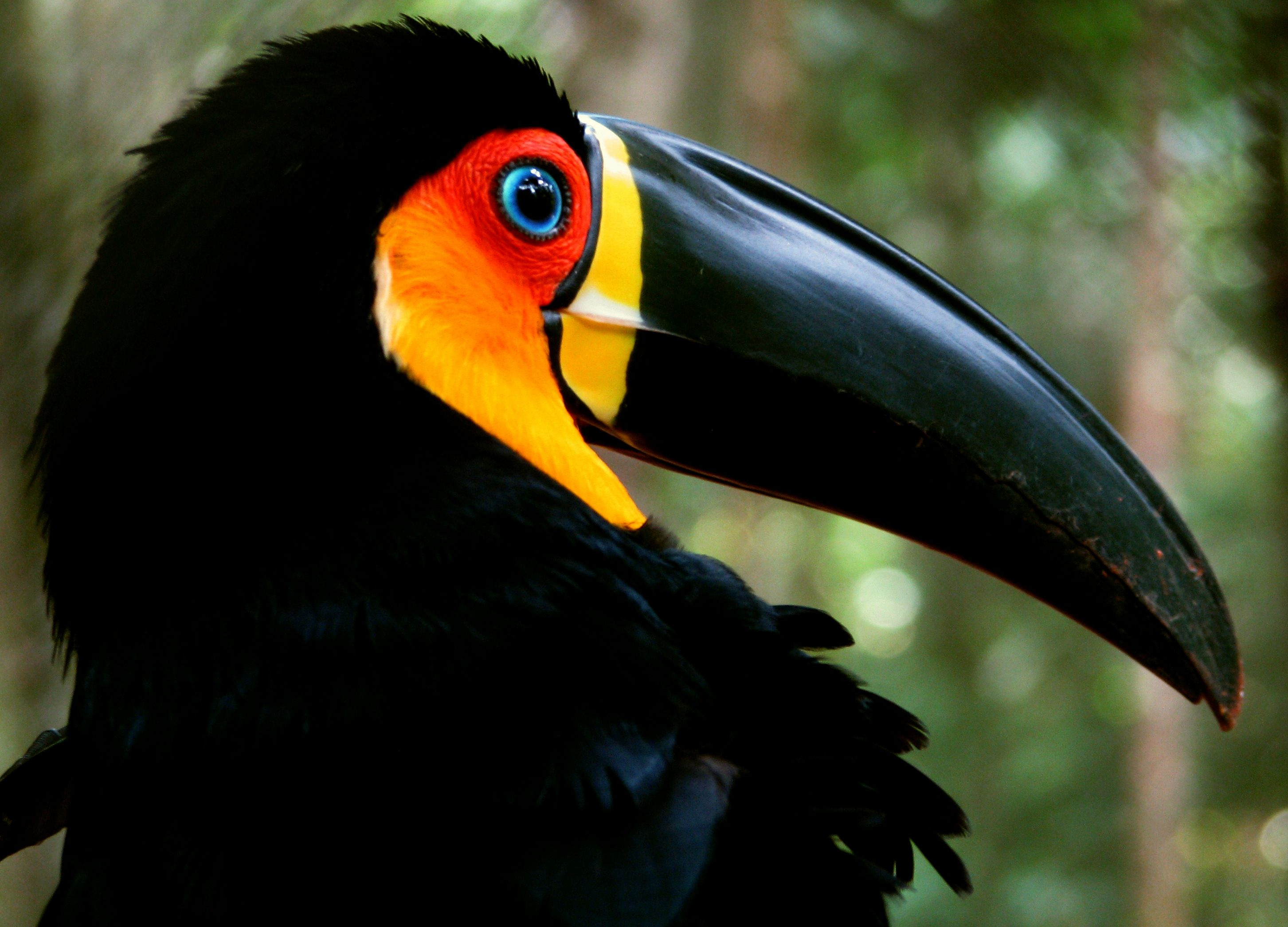
Tucano-de-bico-preto é uma ave típica das florestas da Mata Atlântica.

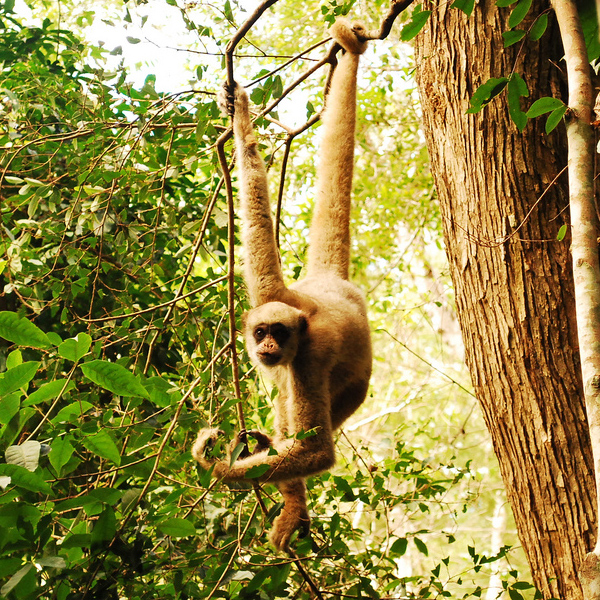
Muriqui-do-norte, uma espécie de primata endêmica da Mata Atlântica.

Existe uma relativa precariedade referente à realização de levantamentos de fauna da Mata Atlântica, o que torna sua descrição mais difícil que a da vegetação, mas ela pode ser dividida em dois grandes grupos de animaisː
- Generalistas: pouco exigentes, com altas taxas de reprodução e grande variabilidade de dieta e hábitos alimentares, o que permite que habitem trechos de mata secundária. Ex.: macaco-prego, sabiá-laranjeira.
- Especialistas: dieta e habitats muito restritos. São sensíveis à perturbações no meio, e por isso tendem a ser encontradas em trechos de floresta primária. Ex.:jacutinga, muriqui.

A história evolutiva da Mata Atlântica é marcada por momentos de relativo isolamento e outros por contato com outras florestas sul-americanas, como a Amazônia. Como conseqüência, existem elementos "antigos", que habitam a região desde há 3 milhões de anos, até outros que vieram de outros biomas há cerca de 10 mil anos.
É evidenciado, com as quatro espécies de micos-leões (gênero Leontopithecus), que dentro do próprio bioma houve diferenciação biológica: o mico-leão-de-cara-dourada é típico das florestas do sul da Bahia e norte do Espírito Santo, o mico-leão-dourado do Rio de Janeiro, o mico-leão-preto da floresta semidecidual do interior do estado de São Paulo e o mico-leão-de-cara-preta é da costa do Paraná. O surgimento de espécies com esse padrão de distribuição restrita derivam da formação de rios e mudanças paleoecológicas globais e regionais causadas por movimentos de placas tectônicas. Outros grupos, como o gênero Sapajus (o popular macaco-prego), devem ter evoluído primeiramente na Mata Atlântica e depois ido para outros biomas como o Cerrado e Floresta Amazônica.
Visto os fatores citados anteriormente, a fauna da Mata Atlântica é extremamente diversa: no caso dos vertebrados, são 261 espécies mamíferos, 1020 espécies de aves, 197 de répteis, 340 de anfíbios e 350 de peixes que são conhecidos até hoje no bioma. Ainda existe muito a ser descoberto referente a fauna, tanto que, recentemente, foram catalogadas a rã-de-alcatrases e a rã-cachoeira, os pássaros tapaculo-ferrerinho e bicudinho-do-brejo, os peixes Listrura boticario e o Moenkhausia bonita, e até um novo primata, o mico-leão-de-cara-preta, e uma nova espécie de porco-espinho em Pernambuco, o Coendou speratus, descoberto em 2013.

## Subdivisões

### Vegetação: fitofisionomias

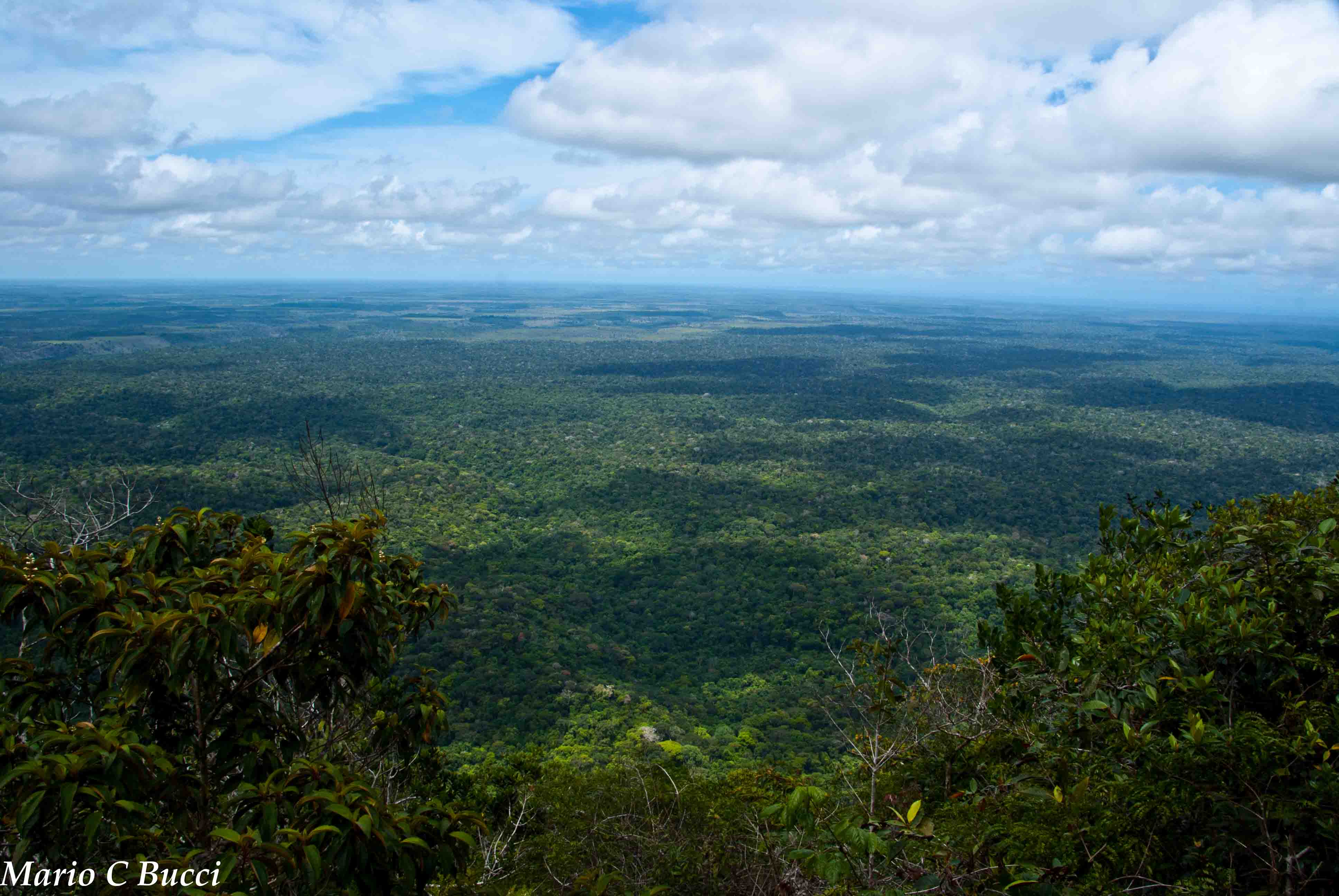
Vista do Parque Nacional do Monte Pascoal, na Bahia.

Fitofisionomias do bioma da Mata Atlântica (sensu lato), definidas pelo CONAMA (Conselho Nacional do Meio Ambiente) em 1992: floresta ombrófila densa; floresta ombrófila aberta; floresta ombrófila mista; floresta estacional decidual; floresta estacional semidecidual; mangues; restingas e campos de altitude.
Tal variedade de fitofisionomias se explica pois, em toda sua extensão, a Mata Atlântica é composta por uma série de ecossistemas cujos processos ecológicos se interligam, acompanhando as características climáticas das regiões onde ocorrem e tendo como elemento comum a exposição aos ventos úmidos que sopram do oceano. A distância a corpos d'água também tem fator preponderante, tal como a probabilidade da vegetação ser inundada em determinadas épocas do ano ou permanentemente (como por exemplo, se observa em ecossistemas de várzeas, outrora abundantes na bacia do rio Paraná). O solo também tem papel importante, seja na disponibilidade de nutrientes, seja na sua capacidade de reter água. Esses fatores possibilitam, inclusive, a subdivisão e surgimento de ecossistemas típicos dentro desses grandes grupos de fitofisionomias.

#### Floresta ombrófila densa

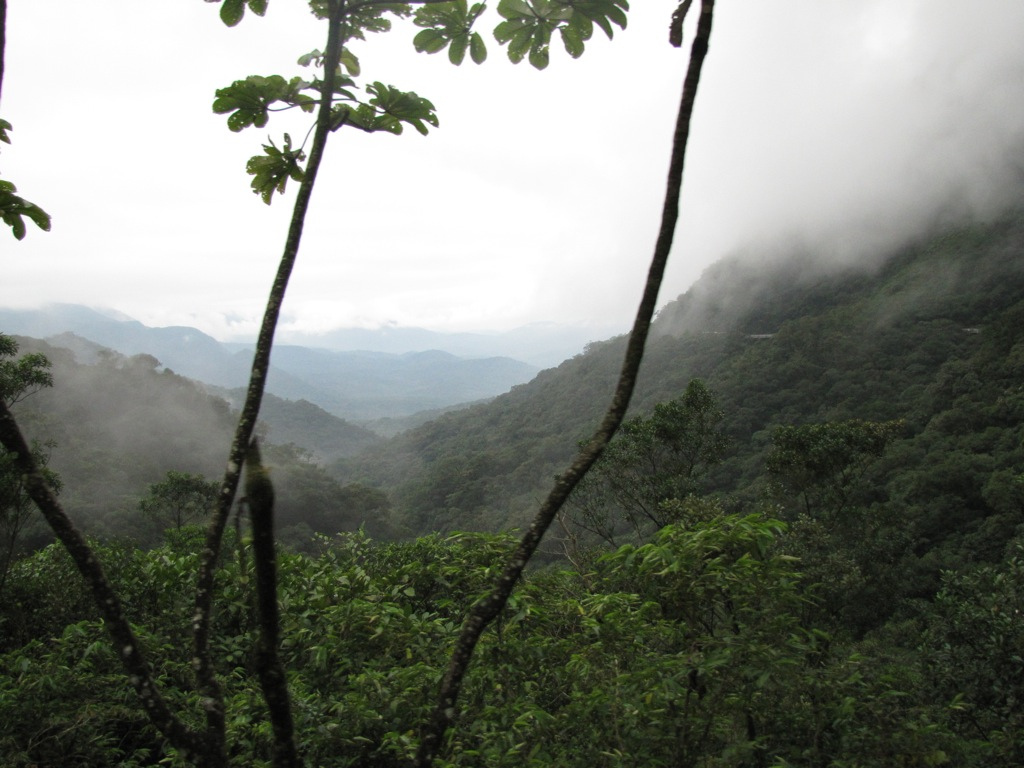
Floresta ombrófila densa na Serra do Mar, Paraná.

É a formação vegetal que ocorre no litoral, nas escarpas da cordilheira atlântica ou em áreas próximas ao oceano, sob influência das massas de ar úmida, o que confere alta pluviosidade durante o ano todo. É a formação vegetal que possui maior grau de endemismo de espécies vegetais, como evidenciado em estudos nos Sul da Bahia e norte do Espírito Santo. É interessante salientar, que no litoral de São Paulo, não se constatou um elevado grau de riqueza nas espécies de plantas, apesar de se constituir em um centro de endemismo: os autores sugerem que a importância dessa floresta se relaciona mais ao número de espécies únicas e não a um número elevado de espécies. Nas regiões sudeste e sul, essa formação possui variação decorrentes da altitude, constituindo formações de terras baixas (até 50m), submontana (entre 50 e 500 m), montana (500 e 1 000 m) e altamontana (entre 1 000 e 1 200 m). Na encosta (que faz parte das "terras baixas"), as árvores tendem a ser mais robustas e altas, ao passo que com o aumento da altitude, elas tendem a ficar mais delgadas e baixas, e isso também ocorre quanto mais próximo do oceano. As árvores da encosta, graças à abundância de matéria orgânica, podem chegar a ter mais de 40m de altura. No nordeste, a formação predominante é a de terras baixas.

#### Floresta ombrófila aberta

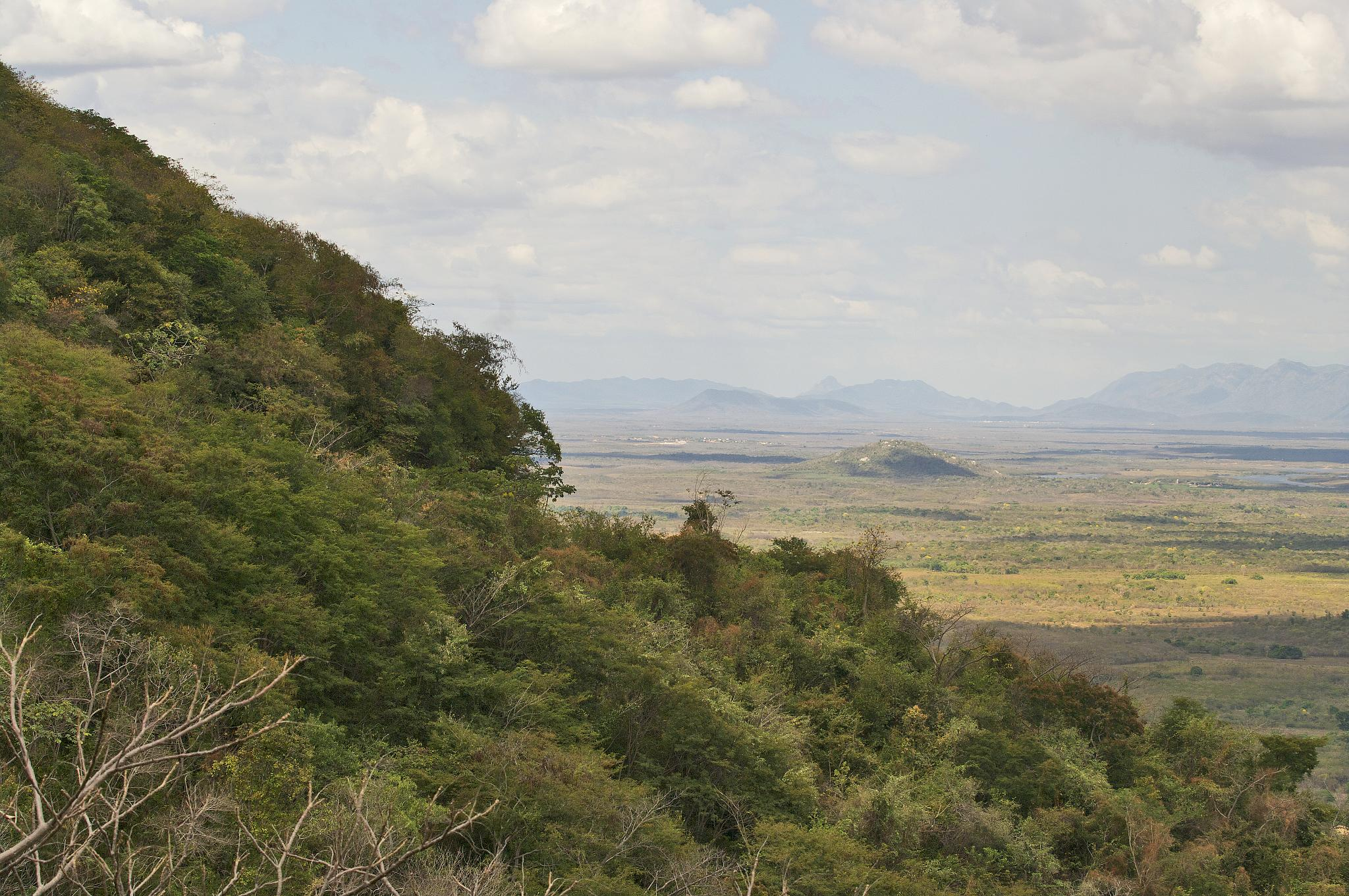
Floresta ombrófila aberta (Brejos de Altitude) em Sobral, Ceará.

Sendo considerada uma vegetação de transição com a Floresta Amazônica, ela está basicamente restrita à região Nordeste. Pode ser incluída nessa fitofisionomia, a Mata dos Cocais no Maranhão, ocorrendo também ponto isolados das "florestas de babaçu" no Espírito Santo e Pernambuco. É considerada em algumas localidades, como uma formação de floresta secundária. Tal vegetação é encontrada nos brejos de altitude, no Sertão Nordestino, em altitudes superiores a 600 m, onde a precipitação é maior que 850 mm anuais. O Planalto da Borborema é um dos ambientes mais característicos desse tipo de vegetação, que possui espécies que ocorrem amplamente pela América do Sul. Os brejos de altitude constituem um tipo de floresta ombrófila submontana.

#### Floresta ombrófila mista

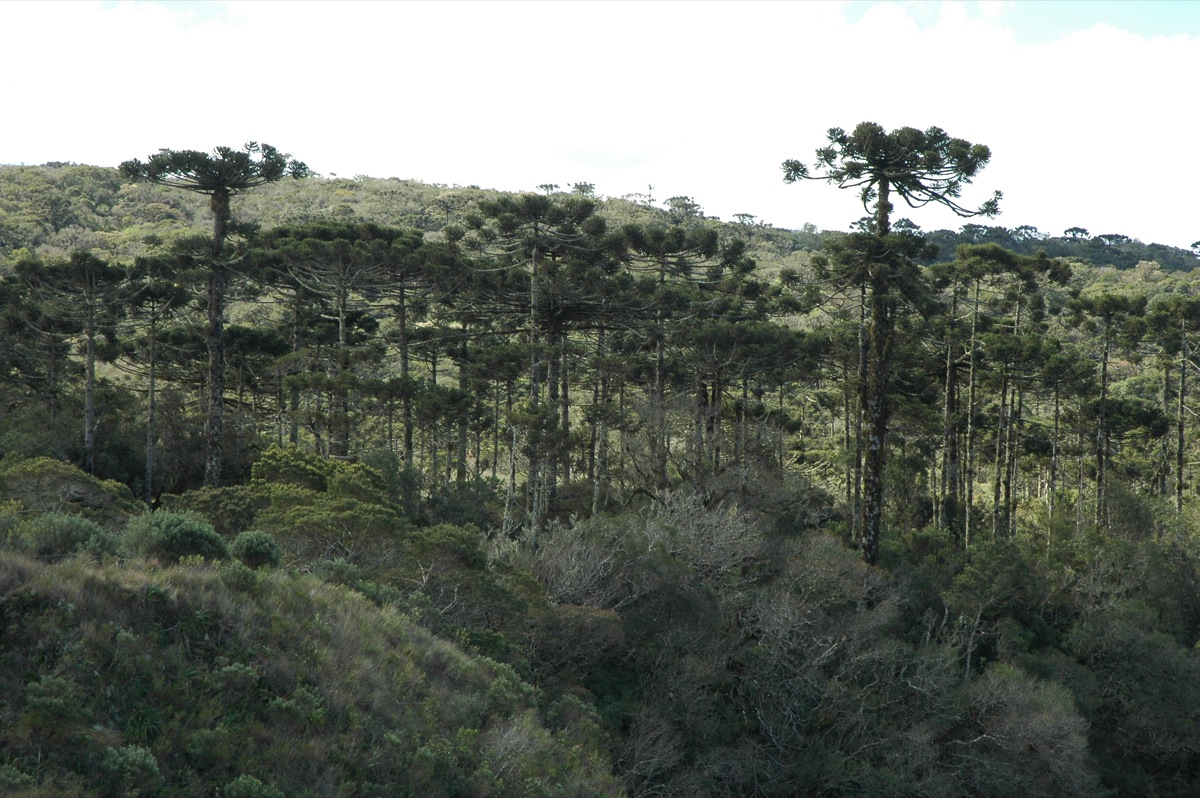
Floresta ombrófila mista no Parque Nacional de Aparados da Serra.

Tendo sua maior parte de ocorrência no planalto meridional, nos estados do Paraná, Santa Catarina e Rio Grande do Sul, ela eventualmente pode ocorrer no estado de São Paulo e nas escarpas da Serra do Mar e da Serra da Mantiqueira. As espécies que caracterizam essa formação pertencem, principalmente, aos gêneros Araucaria e Drymis (Australasiáticos) Podocarpus(Afro-asiático), sugerindo uma ocupação recente, a partir dos refúgios alto-montanos. A Araucaria angustifolia apresenta um caráter dominante na estrutura dessa formação vegetal, constituindo o dossel da floresta, com inúmeros indivíduos emergentes, podendo representar até 40% das espécies encontradas em determinada área. Estudos feitos em Nova Prata, apontam que existe um padrão de distribuição típico, em que as maiores populações de plantas formam "agregados", o que acaba conferindo uma relativa homogeneidade da floresta, comum em formações vegetais de Gimnospermas. Devido ao alto grau de desmatamento que sofreu essa fitofisionomia, é difícil encontrar áreas em que se apresentam grandes aglomerações da Araucaria, visto que elas são geralmente encontradas na floresta madura ou em graus avançados de regeneração.

#### Floresta estacional semidecidual

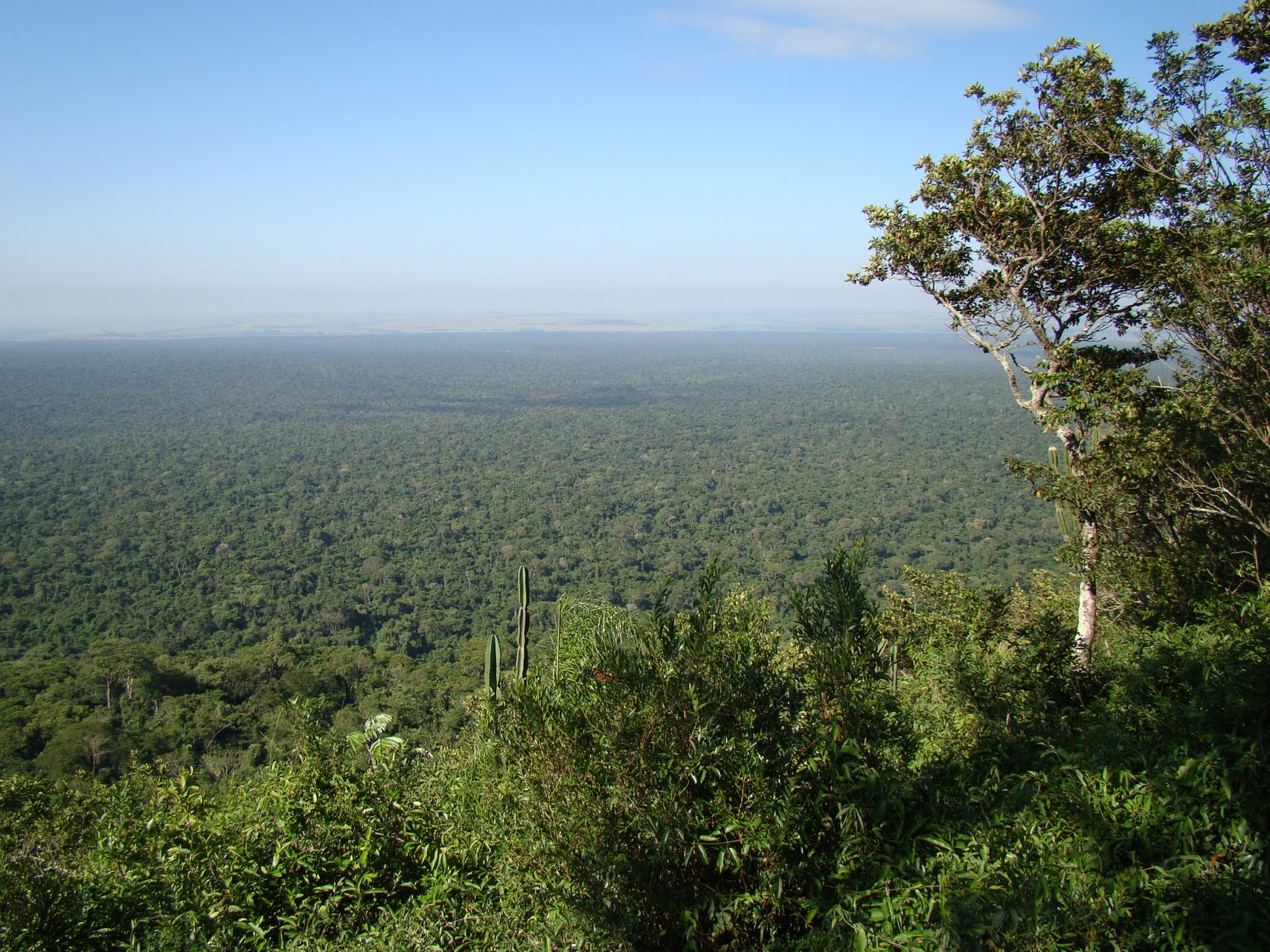
Floresta estacional semidecidual no Parque Estadual Morro do Diabo.

É uma formação caracterizada por ocorrer em regiões em que existe uma sazonalidade no regime de chuvas, o que acaba conferindo a perda de 20% a 50% das folhas na estação mais seca. É a formação que ocorre em grande parte do interior do Brasil, ocupando principalmente a bacia do rio Paraná, se estendendo até o leste do Paraguai e a província argentina de Misiones. Por ter uma área de ocorrência muito ampla, ela também fica sujeita a inúmeras variações, principalmente com relação a altitude: no estado de São Paulo, observou-se que as florestas que ocorrem em locais mais altos tendem a ser mais homogêneas que as que ocorrem em locais mais baixos do oeste e centro do estado. Dados referentes a unidades de conservação dessa fitofisionomia, mostram que apesar de seu alto grau de alteração pelo homem, no interior do Brasil, ela ainda apresenta uma diversidade considerável de árvores.

#### Floresta estacional decidual

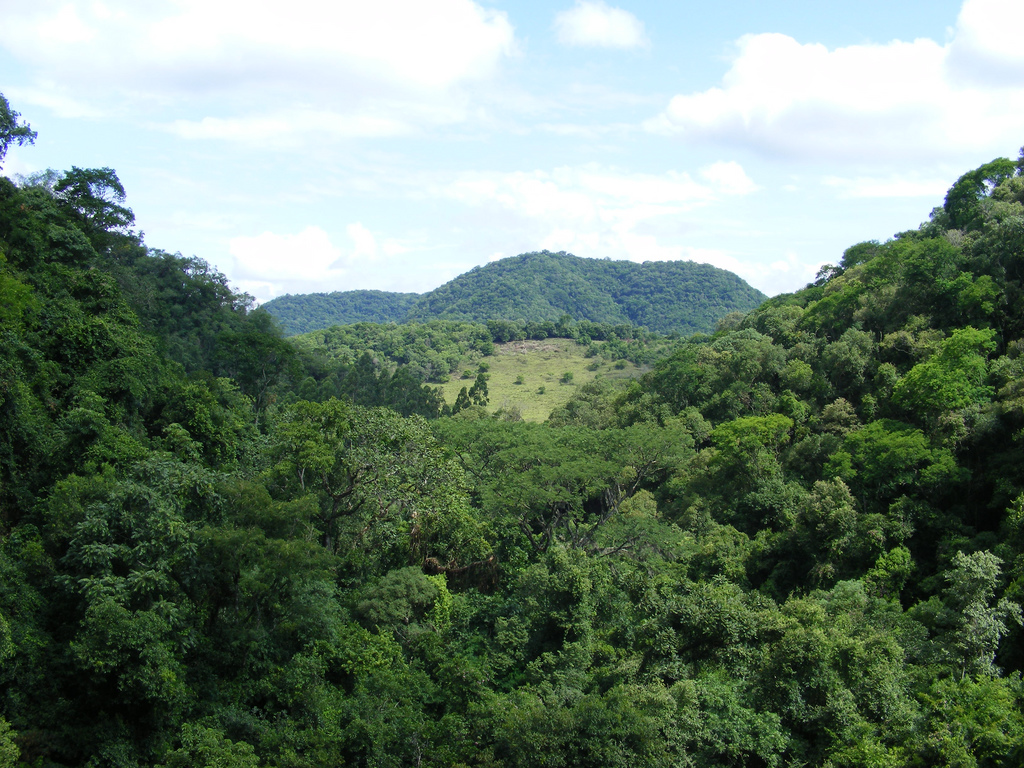
Floresta estacional decidual em Santa Maria, no Rio Grande do Sul.

Caracteriza-se pela perda de mais de 50% das folhas na estação seca. Isso se evidencia pelo aumento de serrapilheira nessa estação. Essa fitofisionomia possui encraves no Rio Grande do Sul, interior da Bahia, Minas Gerais, Goiás e Tocantins. Apesar do clima subtropical úmido no Rio Grande do Sul, essa vegetação aparece, provavelmente por conta de uma estação em que as temperaturas ficam muito baixas. Essa floresta aparece em solos ricos em calcário. Em Goiás, foi constada 36 espécies de árvores em um mesmo local.

#### Manguezais

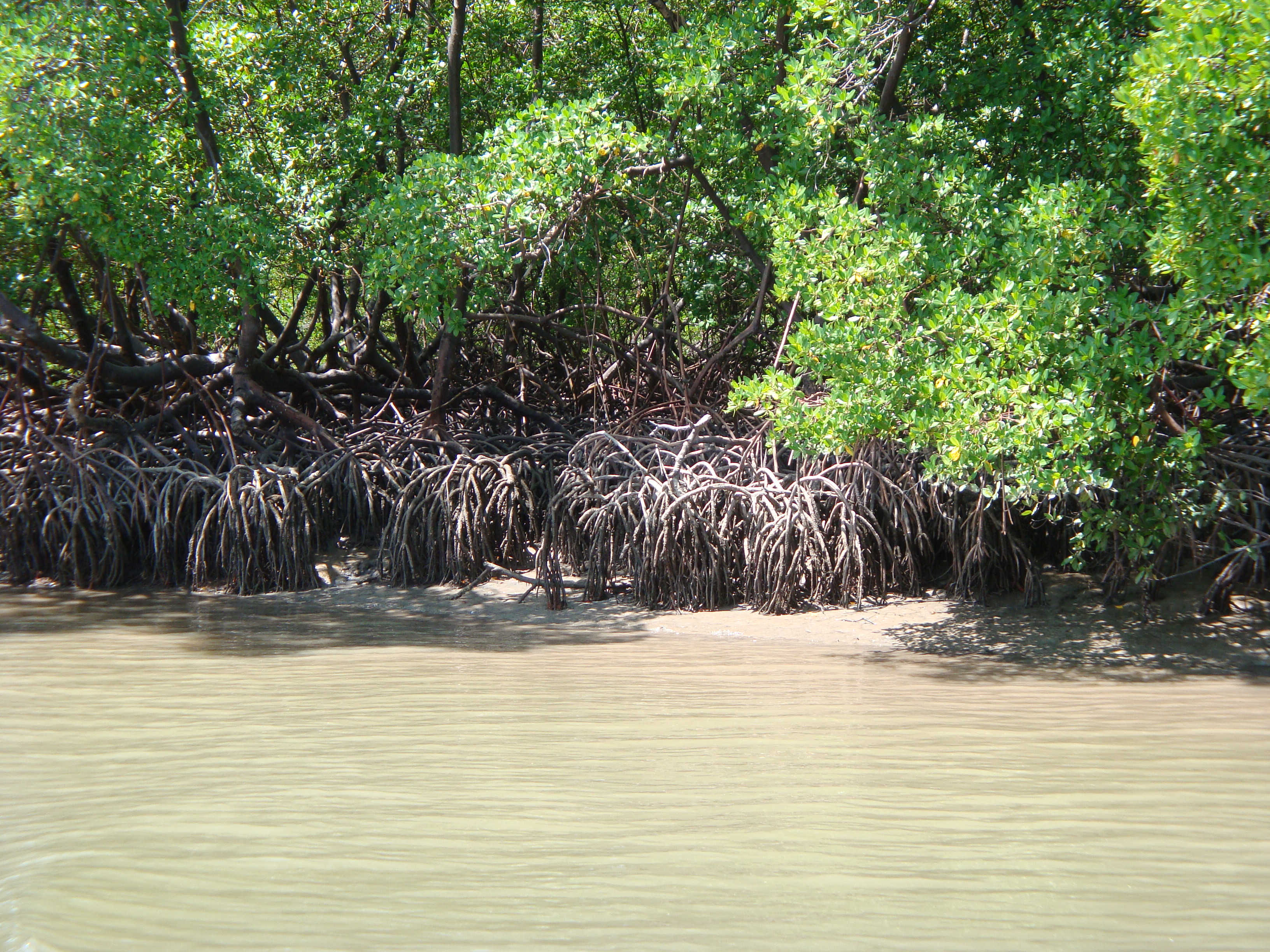
Manguezal no litoral de Pernambuco.

Considerada como vegetação pioneira, visto ocorrerem em solos instáveis do litoral, rejuvenescidos pela constante deposição de areias marinhas e fluviais. Devido à influência marinha, a salinidade tem grande efeito nos manguezais, fazendo com que as espécies se adaptem a essa condição ambiental restritiva, como no caso de Rhizophora mangle. Manguezais também não são formações homogêneas, com suas fisionomias variando ao longo da costa. O tipo de solo, precipitação e insolação ao longo do ano podem definir tipos de manguezais específicos de cada parte do litoral: Rhizophora mangle tende a ser mais abundante nos manguezais de Pernambuco do que aqueles encontrados na baía de Paranaguá, no Paraná. Sua grande produção biológica torna os manguezais particularmente importantes do ponto de vista econômico para comunidades caiçaras, visto serem ambientes em que muitas espécies de peixes e crustáceos se reproduzem.

#### Restingas

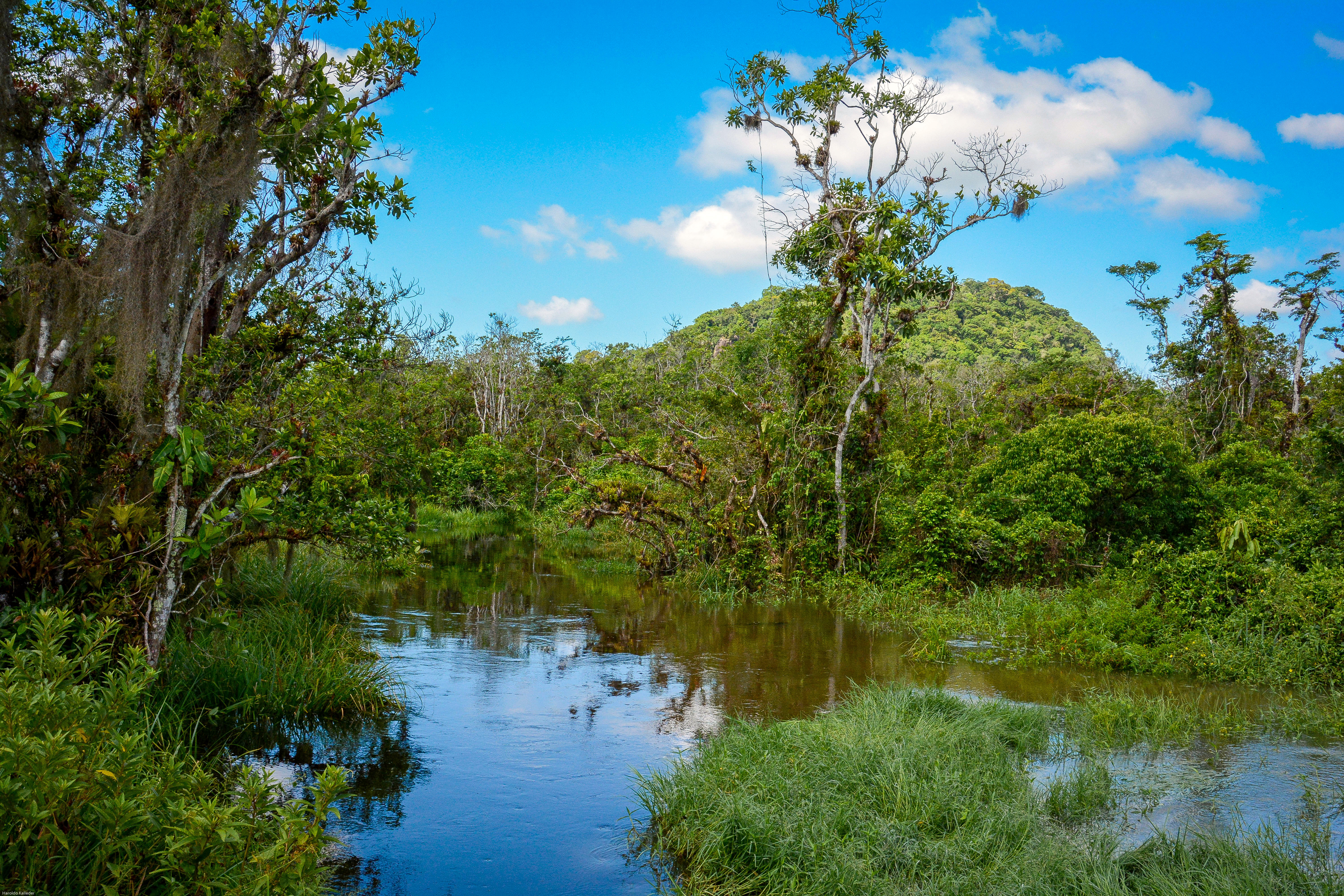
Parque Estadual Restinga de Bertioga, São Paulo.

Trata-se de um tipo de vegetação que recebe influência direta das águas marinhas, e com gênero de plantas típicas das praias: a influência direta das marés, a salinidade do solo, a estabilidade da areia e o microclima  definem as fisionomias vegetais que compõe a restinga. É uma vegetação que se segue imediatamente à zona praiana, estendendo-se pelo litoral de São Paulo, Rio de Janeiro, Espírito Santo, Alagoas, Sergipe e Bahia. Em estudos realizados em Pernambuco, ela foi dividida em 2 tipos: a floresta de restinga, e os campos de restinga, ou restinga propriamente dita. As árvores das matas de restinga possuem copa larga e irregular, não muito elevadas, e a restinga propriamente dita é formada por uma vegetação arbustiva, de densidade variável. A vegetação dos campos é muito pobre em espécies, com a dominância ecológica de algumas delas altamente adaptadas: fato que se deve às condições extremas de salinidade e instabilidade da areia. A mata de restinga surge com a distância crescente do mar, já que a severidade ambiental diminui, conferindo, por exemplo, maior proteção ao solo e ao sub-bosque contra os ventos alísios, e há uma maior deposição de matéria orgânica e retenção de água no solo.

#### Campos de altitude

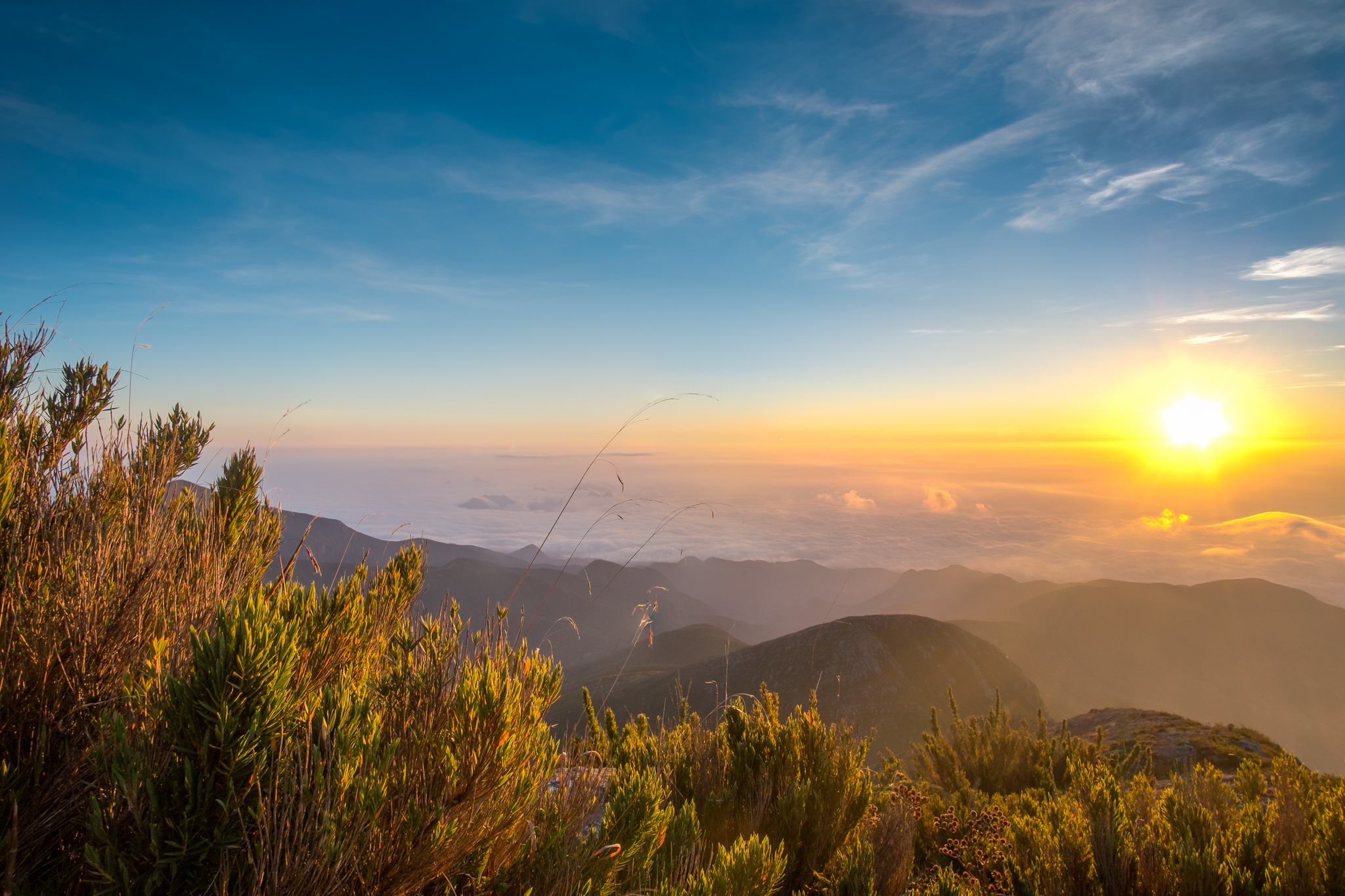
Campo de altitude no Pico da Bandeira, no Espírito Santo.

É uma vegetação típica de ambientes montano e alto-montano encontrada principalmente nas regiões serranas do sudeste: ocorrem em cadeias elevadas da Serra do Espinhaço, Serra da Mantiqueira e da Serra do Mar. As variações de altitude definem tipos de campos de altitude específicos: o montano corresponde às faixas de altitude entre 600 a 2 000 m nas latitudes entre 5º N e 16º S; de 500 a 1 500 m nas latitudes entre 16º S e 24º S; e de 400 a 1 000 m nas latitudes acima de 24º S. O altomontano ocorre nas altitudes acima dos limites máximos considerados para o ambiente montano. Trata-se de uma fitofisionomia da Mata Atlântica ainda muito pouco conhecida do ponto de vista da biodiversidade, mas levantamentos florísticos em Minas Gerais mostraram uma alta diversidade de plantas vasculares. Tipo de solo, tal como a inclinação do relevo, determinam as espécies predominantes, como mostrado em estudos fitossociológicos em campos rupestres de Minas Gerais: Vellozia compacta é predominante em platôs ferruginosos, ao passo que Echinolaena inflexa predomina em platôs sobre quartzito. De fato, a vegetação varia desde áreas abertas cobertas por gramíneas, até áreas mais densas com vegetação arbustiva, possuindo ou não afloramentos rochosos.

### Ecorregiões

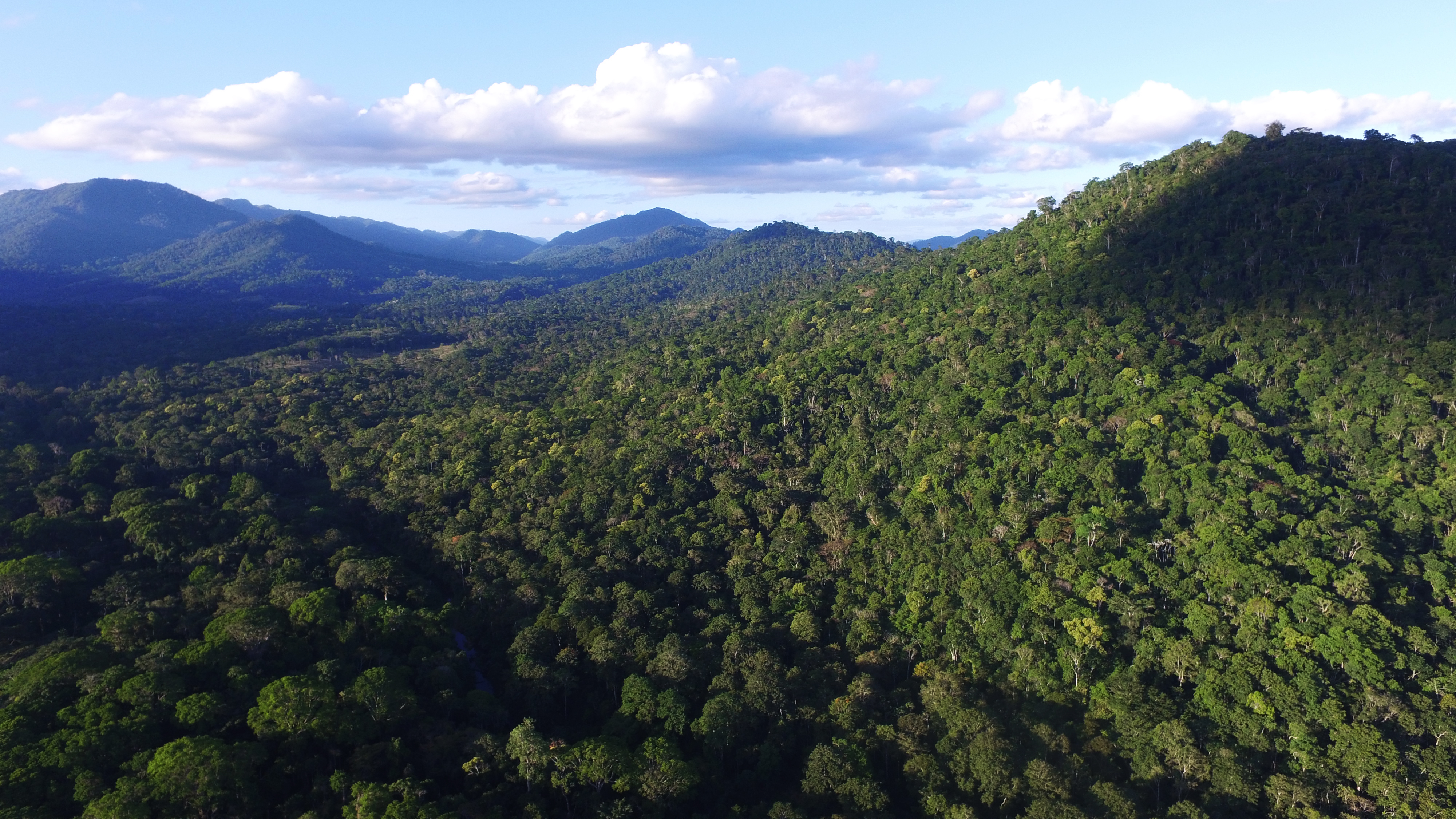
Parque Nacional do Pau Brasil, na Bahia.

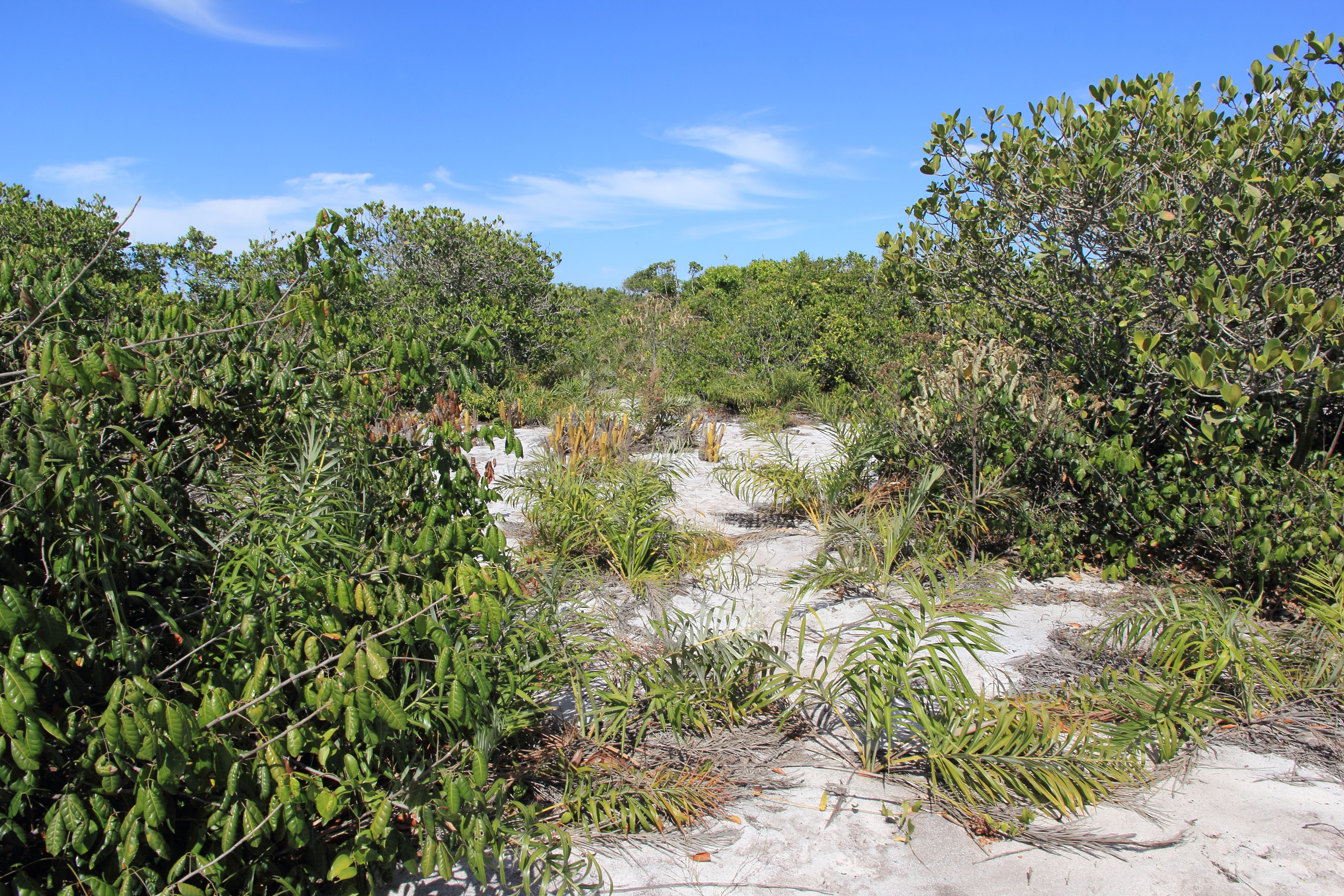
Restinga no Parque Nacional da Restinga de Jurubatiba.

Visto a enorme diversidade de ambientes da Mata Atlântica e de muitas vezes serem necessárias ações mais regionalizadas, o WWF dividiu o bioma em 15 ecorregiõesː
- Florestas tropicais e subtropicais húmidas
  - Florestas do Alto Paraná
  - Floresta de Araucárias
  - Restingas
  - Florestas Costeiras da Bahia
  - Florestas do Interior da Bahia
  - Brejos de Altitude
  - Florestas Costeiras de Pernambuco
  - Florestas do Interior de Pernambuco
  - Florestas da Serra do Mar
- Florestas tropicais e subtropicais secas
  - Florestas Secas da Mata Atlântica
- Manguezais
  - Mangues da Bahia
  - Mangues da Ilha Grande
  - Mangues do Rio Piranhas
  - Mangues do Rio São Francisco
- Pastagens, savanas e matagais tropicais e subtropicais
  - Campos rupestres

## Conservação

### No Brasil
| Remanescentes da Mata Atlântica no Brasil em 2016 | Remanescentes da Mata Atlântica no Brasil em 2016 | Remanescentes da Mata Atlântica no Brasil em 2016 |
| Estado                                            | Remanescente                                      | % remanescente                                    |
| ------------------------------------------------- | ------------------------------------------------- | ------------------------------------------------- |
| alagoas                                           | 161 365 hectares (1 613,7 km2)                    | 10,6%                                             |
| bahia                                             | 2 525 715 hectares (25 257,2 km2)                 | 14%                                               |
| ceará                                             | 190 865 hectares (1 908,7 km2)                    | 22%                                               |
| espírito santo                                    | 581 580 hectares (5 815,8 km2)                    | 12,6%                                             |
| goiás                                             | 33 518 hectares (335,2 km2)                       | 2,8%                                              |
| mato grosso do sul                                | 968 998 hectares (9 690,0 km2)                    | 15,2%                                             |
| minas gerais                                      | 3 205 455 hectares (32 054,6 km2)                 | 11,6%                                             |
| paraíba                                           | 70 499 hectares (705,0 km2)                       | 11,8%                                             |
| paraná                                            | 2 526 900 hectares (25 269,0 km2)                 | 12,9%                                             |
| pernambuco                                        | 212 293 hectares (2 122,9 km2)                    | 12,6%                                             |
| piauí                                             | 938 738 hectares (9 387,4 km2)                    | 35,3%                                             |
| rio de janeiro                                    | 915 741 hectares (9 157,4 km2)                    | 20,9%                                             |
| rio grande do norte                               | 82 345 hectares (823,5 km2)                       | 23,5%                                             |
| rio grande do sul                                 | 1 883 813 hectares (18 838,1 km2)                 | 13,6%                                             |
| santa catarina                                    | 2 831 286 hectares (28 312,9 km2)                 | 29,6%                                             |
| são paulo                                         | 2 776 513 hectares (27 765,1 km2)                 | 16,3%                                             |
| sergipe                                           | 114 908 hectares (1 149,1 km2)                    | 11,3%                                             |

Na região da Mata Atlântica é onde residem cerca de 70% da população brasileira, o que é refletido no alto grau de desmatamento que sofreu o bioma. Embora tenha sido observado aumento no desmatamento na Mata Atlântica entre 2015 e 2016 (29 075 hectares (290,8 km2) foram desmatados, o que representa um aumento de 57,5% com os anos de 2014 e 2015), o desmatamento diminuiu desde 1985 (entre 1985 e 1990, 107 296 hectares (1 073,0 km2) foram desmatados por ano). A Bahia foi o estado com maior taxa de desmatamento entre 2015 e 2016, havendo perda de até 12 288 hectares (122,9 km2), o que representa um aumento de 207% com relação a 2014 e 2015. Entretanto, foi o estado de São Paulo que apresentou o maior aumento no desmatamento (foram desmatados 698 hectares (7,0 km2) entre 2015 e 2016, o que representa um aumento de 1462%). Pernambuco teve diminuição de até 88% no desmatamento, perdendo apenas 16 hectares (0,2 km2) de floresta entre 2015 e 2016.
Atualmente existem cerca de 15,3% de áreas naturais, incluindo formações florestais, mangues e áreas não florestais (savanas), cerca de 20 020 532 hectares (200 205,3 km2). A maior parte dos remanescentes de mata constituem-se de pequenos fragmentos (cerca de 83% com menos de 50ha), isolados entre si. Existem apenas duas regiões onde os remanescentes são contínuos, somando quase 10 000 km² de floresta cada uma: a Serra do Mar e de Paranapiacaba, nos estados de São Paulo e Paraná, no Brasil; e a província argentina de Misiones que é contínua com Parque Nacional do Iguaçu e o Parque Estadual do Turvo, no Brasil.
Não obstante, o grau de conservação  de ecorregiões desse bioma varia, com ecorregiões que possuem até mais de 20 % da cobertura original (como a ecorregião da Serra do Mar) até outras que conservam apenas 3 % da cobertura original (como as Florestas do Interior, encontradas no interior de São Paulo, oeste do Paraná e Minas Gerais).

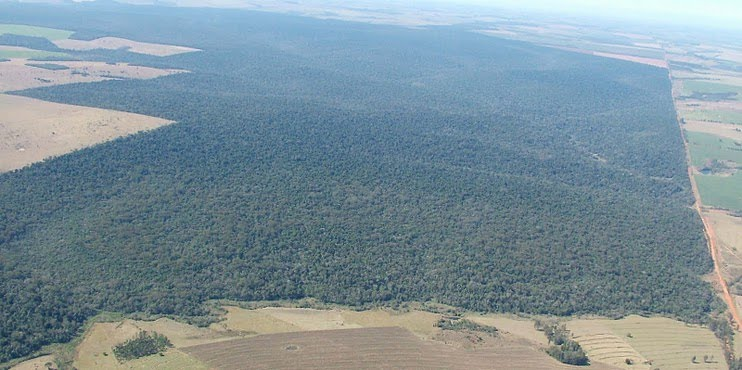
O desmatamento isolou muitos trechos de floresta em ilhas, como é o caso da Reserva Biológica das Perobas.

Esse bioma possui 75,6% das espécies ameaçadas e endêmicas do Brasil, o que o torna um dos mais prioritários para conservação no país.
Existem pelo menos 510 espécies em extinção, algumas em âmbito global, outras em âmbito nacional, e outras estão ameaçadas apenas no bioma: inúmeras espécies endêmicas como o pau-brasil e o mico-leão-preto acabam se tornando ameaçadas em todos os níveis desde o regional até o global. Extinções locais certamente ocorrerão nos próximos anos, visto a enorme fragmentação em algumas regiões como observado nas Florestas Costeiras de Pernambuco e na Floresta Atlântica do Alto Paraná: não necessariamente pela conversão dos fragmentos em campos cultivados, mas pelo isolamento deles e por atividades como caça, queimadas e extração de produtos florestais.
Na conservação da fauna, o uso de "espécies bandeira"  tem sido útil tanto na preservação de algumas espécies em específico, como o caso do mico-leão-dourado e do muriqui, quanto na conservação do bioma e conscientização da população. Esforços para preservar uma determinada espécie "carismática" como a onça-pintada, acaba por culminar na preservação de grandes áreas de floresta.

#### Corredores ecológicos

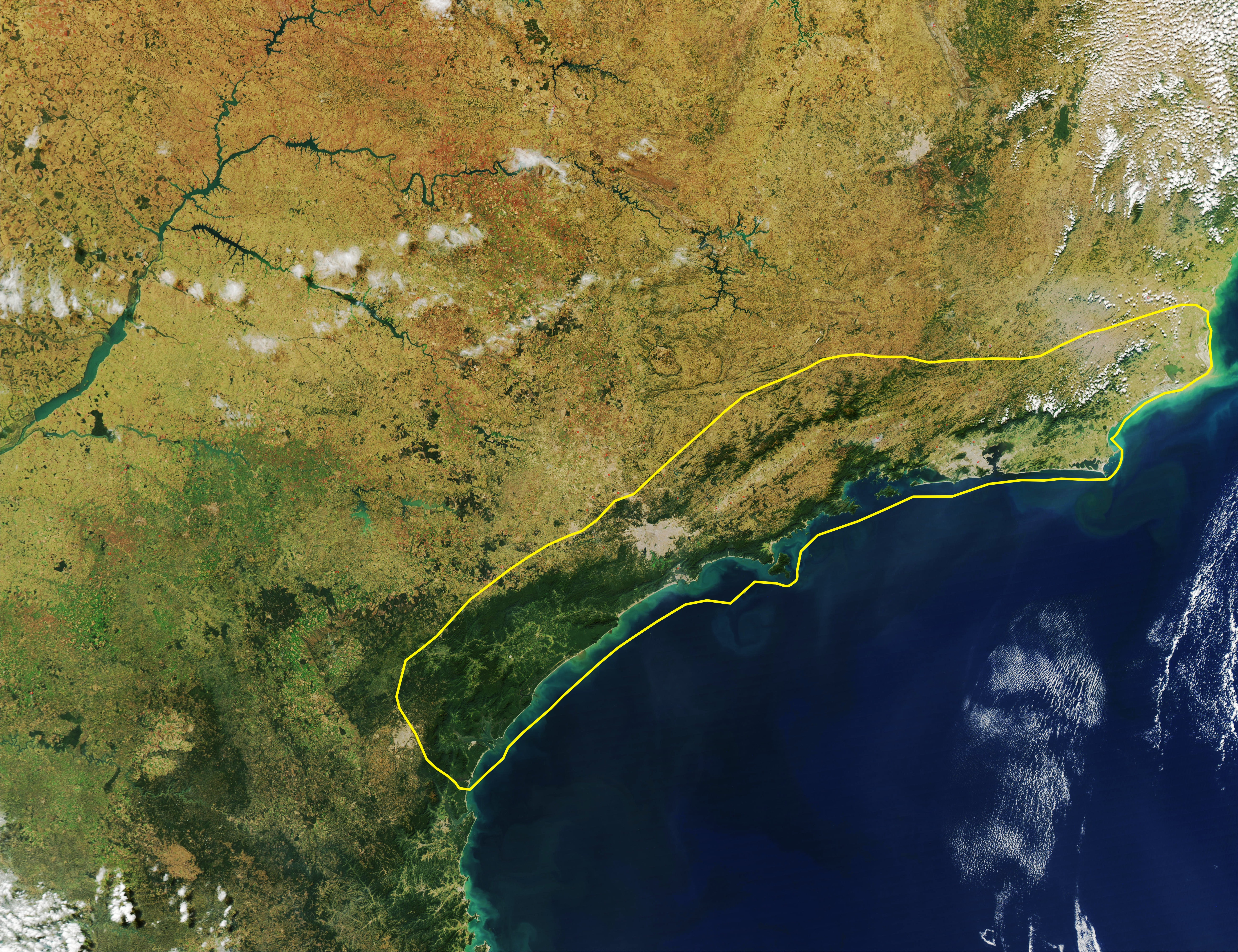
Imagem de satélite em que se observa o Corredor da Serra do Mar (linha amarela). É o maior trecho de Mata Atlântica no Brasil.

As estratégias na conservação da biodiversidade e dos processos ecológicos na Mata Atlântica consistem na criação de corredores unindo os principais fragmentos, possibilitando o fluxo gênico e evitando o isolamento das populações da fauna e flora. Na Mata Atlântica brasileira foram identificados duas áreas estratégicas na criação de corredores: o Corredor da Serra do Mar e o Corredor Central (unindo as florestas do sul da Bahia e norte do Espírito Santo). Na Mata Atlântica argentina e paraguaia a estratégia é trinacional (em conjunto com o Brasil), formando um corredor com unidades de conservação da Argentina, Paraguai e Brasil (interior de São Paulo, Paraná e Mato Grosso do Sul) na ecorregião do Alto Paraná.

##### Corredor da Serra do Mar
Trata-se da ecorregião com os maiores trechos contínuos de Mata Atlântica, além de já haver uma série de unidades de conservação bem consolidadas, sendo portanto, o corredor mais fácil de ser implementado. É uma região com enorme grau de endemismo, notadamente nos remanescentes de florestas costeiras no Rio de Janeiro. Nos estados de São Paulo e Rio de Janeiro localizam-se importantes unidades de conservação, que possuem em média 350 km², como o Parque Nacional da Serra da Bocaina e o Parque Nacional da Serra dos Órgãos. A presença de enormes trechos de floresta neste corredor deve-se ao relevo muito acidentado, que dificultou a ocupação e o uso da terra para a agropecuária intensiva, entretanto, as terras baixas litorâneas, principalmente regiões de manguezais e restingas sofrem com a crescente urbanização e industrialização. Não obstante, a caça e pesca predatórias são ameaças diretas à conservação da fauna.

##### Corredor Central

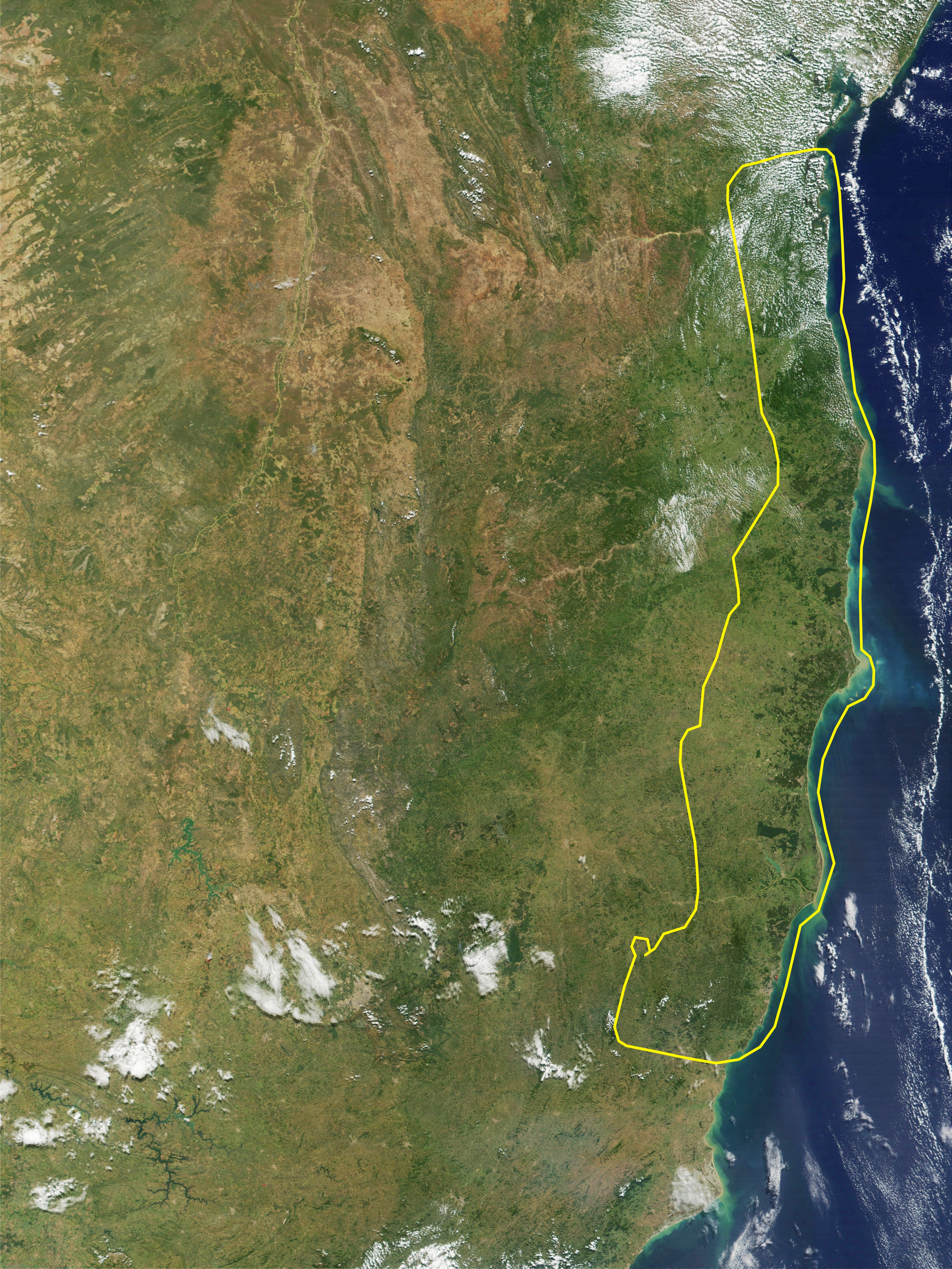
Imagem de satélite do Corredor Central, no Espírito Santo e sul da Bahia.

A região do Corredor Central compreende cerca de 86 000 km² incluindo o sul da Bahia e todo o Espírito Santo. É o maior centro de endemismo na Mata Atlântica, com grande riqueza de espécies de plantas, como registrado em Una e na região central do Espírito Santo. São conhecidas 12 espécies de primatas, representando 60% das espécies endêmicas da Mata Atlântica: o carismático mico-leão-de-cara-dourada é endêmico das matas do sul da Bahia. Trata-se de região com os principais trechos de "mata de tabuleiro" (uma variação da floresta ombrófila densa), caracterizada por uma enorme quantidade de lianas.
No sul da Bahia, especificamente, o cultivo do cacau no sistema de cabruca foi menos danoso à preservação da biodiversidade, visto não exigir desmatamento total da floresta. Entretanto, foi uma das regiões que mais sofreu com o desmatamento nos últimos anos, principalmente devido à crise do cacau e à indústria de papel. Visto o alto grau de ameaça aos remanescentes e sua enorme biodiversidade, são exigidas ações de preservação urgentes para o Corredor Central.
Apesar de grande parte da vegetação nativa já ter sido desmatada, existem 83 unidades de conservação, contemplando cerca de 270 000 hectares, sendo no sul do Bahia onde se encontra um importante mosaico de unidades de conservação, totalizando 500 quilômetros quadrados de florestas: Parque Nacional do Monte Pascoal, Parque Nacional do Descobrimento, Parque Nacional do Pau-Brasil. No Espírito Santo, a Reserva Biológica de Sooretama e a Reserva Natural Vale, em Linhares, somam 440 quilômetros quadrados de florestas. Deve-se salientar que a falta de recursos para implementar os planos de manejo, a insuficiência de pessoal técnico para administrar e proteger as unidades de conservação e impedir a extração ilegal de madeira, caça predatória e queimadas intencionais dificultam a implementação do corredor e preservação dos remanescentes de floresta.

#### Lei da Mata Atlântica
A Lei da Mata Atlântica é uma norma da legislação brasileira que estabeleceu regras sobre a proteção e utilização desse bioma. Ela permite supressão de vegetação em alguns casos. Trata do regime jurídico, dos vários estágios de conservação e evolução dos remanescentes, da abordagem em áreas urbanas e regiões metropolitanas, dos incentivos econômicos e creditícios. O primeiro caso deles é chamado de utilidade pública, que se refere às atividades de segurança nacional e proteção sanitária, obras essenciais de infraestrutura de interesse nacional destinadas aos serviços públicos de transporte, saneamento e energia. Quando necessária ao pequeno produtor rural e populações tradicionais para o exercício de atividades ou usos agrícolas, pecuários ou silviculturais imprescindíveis à sua subsistência e de sua família, até o limite máximo de 2 hectares, ressalvadas as áreas de preservação permanente. Espécies arbóreas pioneiras nativas cuja presença, no fragmento florestal, for superior a 60% em relação às demais espécies. Estabelece ainda o Fundo de Restauração do Bioma Mata Atlântica.

#### Planos Municipais de Conservação e Recuperação da Mata Atlântica

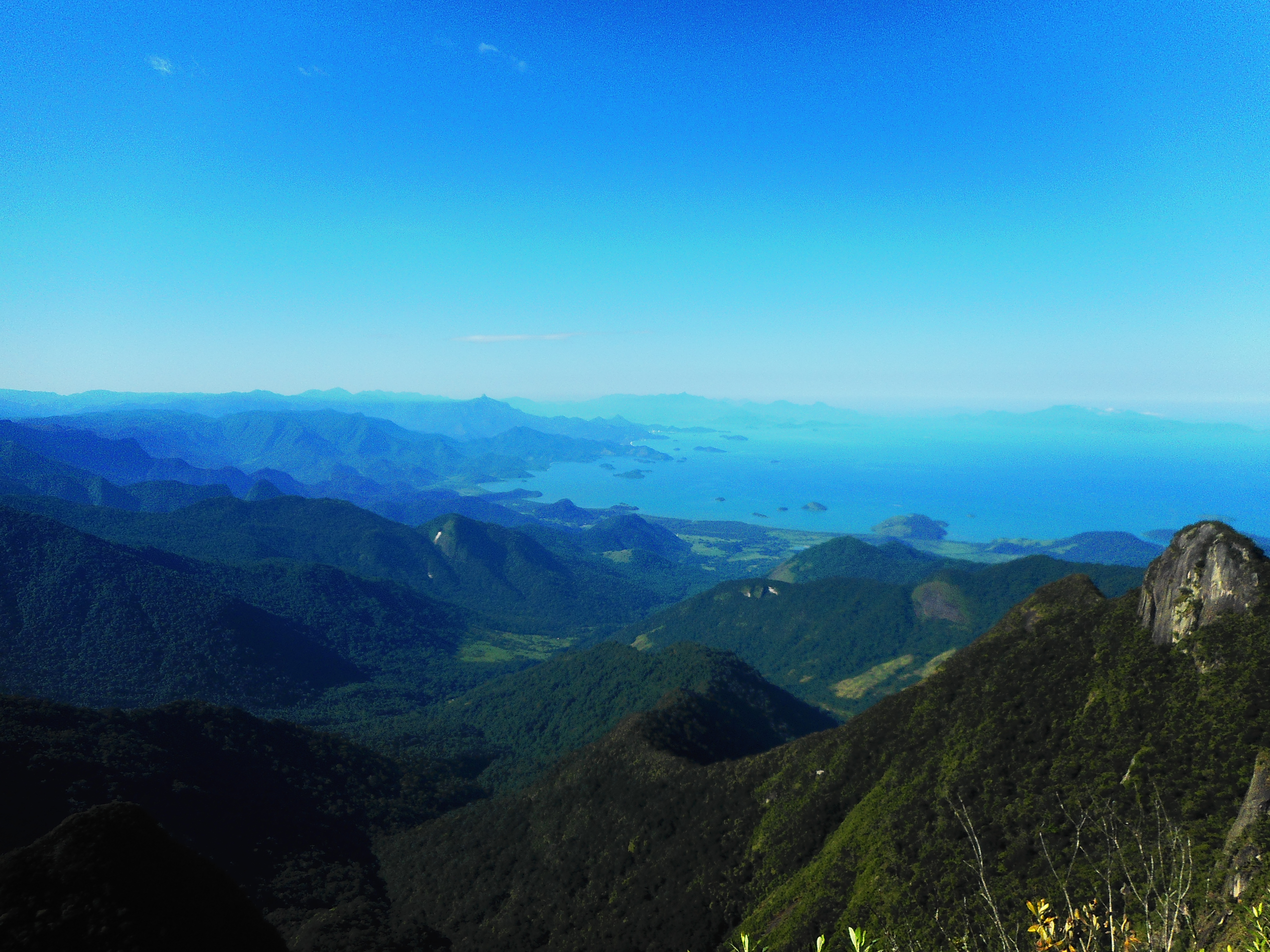
O Parque Nacional da Serra da Bocaina é uma das maiores unidades de conservação da Mata Atlântica no Brasil.

Os Planos Municipais de Conservação e Recuperação da Mata Atlântica foram criados para facilitar medidas de conservação e recuperação da Mata Atlântica. Devido a grande relevância da Mata Atlântica com a sua importância dentro do cenário da manutenção do ecossistema, e diante de um cenário de degradação e fragmentação cada vez maior deste Bioma, o PMMA é uma ferramenta de trabalho dos órgãos municipais. Dessa forma os municípios atuam como os principais atores para a conservação e recuperação da vegetação nativa e da biodiversidade, com base em um mapeamento dos seus remanescentes, como foi instituído, no Artigo 38 da lei 11 428, - Lei da Mata Atlântica - de dezembro de 2006. A Constituição Brasileira (BRASIL, 1988), estabelece autonomia para os municípios atuarem na proteção dos recursos naturais, trazendo uma nova tendência de descentralização para este tema, possibilitando a cada município, estudar o seu cenário e a sua ocupação dentro da Mata Atlântica, e elaborar seu plano de ação de acordo com a sua realidade e possibilidade real de preservação, conservação e restauração.

#### Unidades de conservação

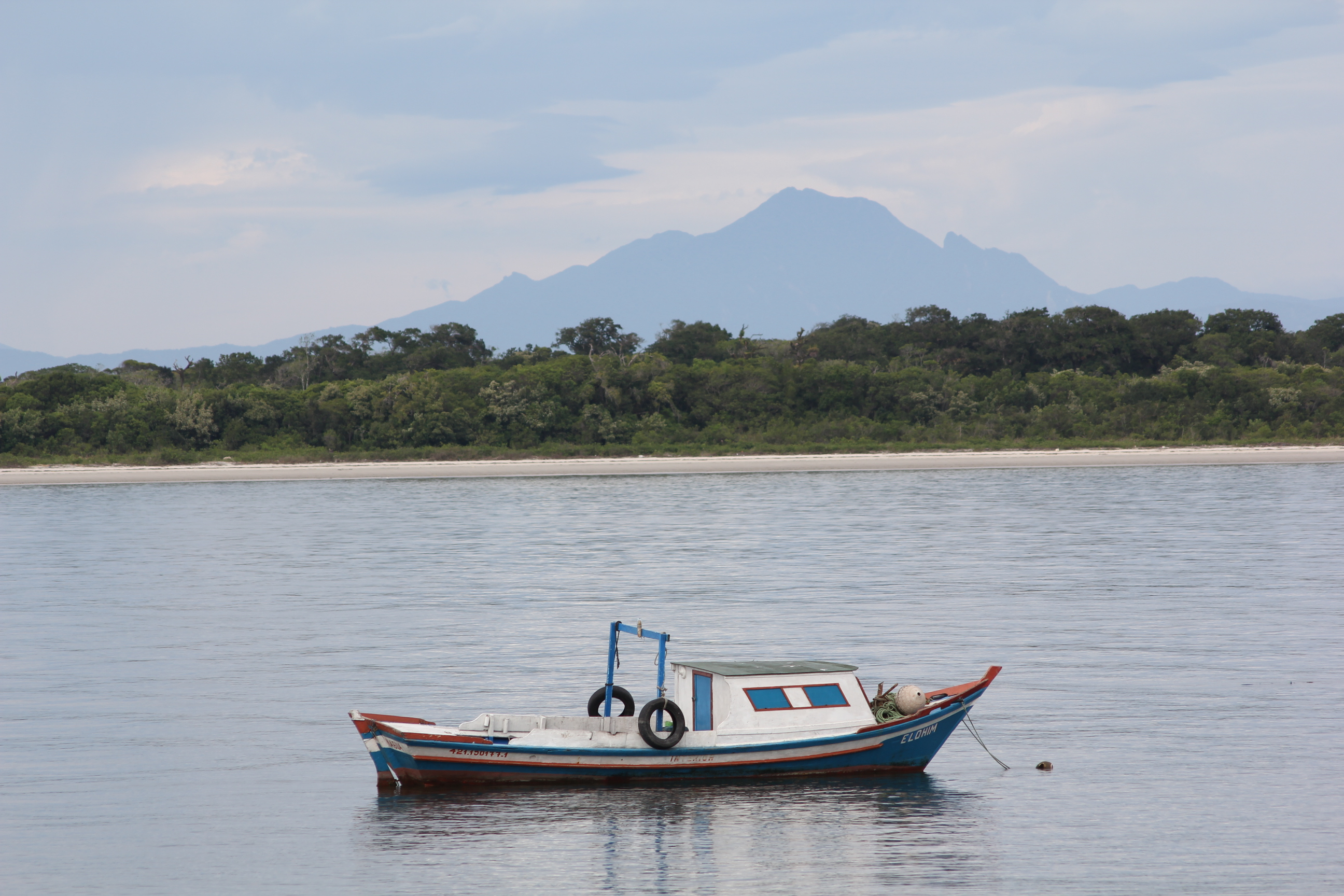
Parque Nacional de Superagüi, no Paraná.

No domínio da Mata Atlântica existem 131 unidades de conservação federais, 443 estaduais, 14 municipais e 124 privadas, distribuídas por dezesseis estados, com exceção de Goiás. O domínio da Mata Atlântica é provavelmente a região com o maior número de unidades de conservação na América Latina, entretanto, esses números grandiosos não são suficientes, visto que o sistema está longe de ser adequado: ainda assim, as áreas protegidas cobrem menos de 2% do bioma, as áreas de proteção integral representam apenas 24% dessas unidades e muitas vezes consistem de fragmentos pequenos e isolados, e metade das espécies de vertebrados ameaçadas não se encontram em qualquer área protegida. Outros problemas relacionados são a falta de infraestrutura para se manter as unidades de conservação e uma série de impasses com lideranças indígenas e comunidades tradicionais, como observado no Parque Estadual da Ilha do Cardoso, Parque Nacional de Superagui e no Parque Nacional do Monte Pascoal.
Dentre todas as categorias de unidades de conservação brasileiras, as Reservas Particulares do Patrimônio Natural (RPPN) têm sido as mais importantes para o estabelecimento de  novas áreas protegidas, dado que a maior parte dos remanescentes de floresta ainda estão em propriedades particulares. Principalmente na região nordeste, as RPPNs protegem importantes fragmentos com espécies endêmicas e muito ameaçadas de extinção, principalmente de aves. Outra estratégia para criação de novas unidades é a compensação fiscal dada a municípios e estados que possuem áreas protegidas declaradas oficialmente (ICMS Ecológico).

#### "Destruição oculta"
Segundo um estudo feito para a tese de doutorado de Marcos Rosa, geógrafo do MapBiomas, a Mata Atlântica está sendo destruída de forma "oculta", pois a área antiga que é rica em biodiversidade está sendo substituída por uma mais jovem.

### Na Argentina

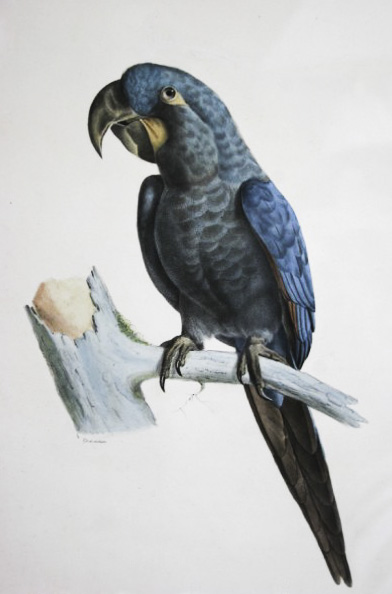
Arara-azul-pequena é uma espécie provavelmente extinta da Mata Atlântica do Interior na Argentina, Paraguai e sul do Brasil.

A província de Misiones é a única na Argentina que possui parte de seu território no domínio da Mata Atlântica. É também a que possui os maiores trechos contínuos, com cerca de 10 000 km², possibilitando a conservação de extensas áreas de floresta. Os remanescentes de floresta em Misiones constituem um importante corredor ecológico das Florestas do Alto Paraná, possuindo inúmeras unidades de conservação bem consolidadas, como o Parque Nacional Iguazú, o Parque Provincial Urugua-í e o Parque Provincial Puerto Península. Entretanto, isso representa cerca de 57,5% da cobertura vegetal original. Do ponto de vista da biodiversidade, das 850 espécies de vertebrados conhecidos em Misiones, cerca de 20% correm risco de extinção em âmbito nacional, com algumas espécies provavelmente extintas em âmbito global, como a arara-azul-pequena, que também habitava áreas do sul do Brasil e leste do Paraguai.
As unidades de conservação representam quase metade da área dos remanescentes de floresta, uma área 4 597,66 km² em cerca de 60 áreas protegidas.  Porém, as diferentes regiões biogeográficas estão desigualmente protegidas, com a maior parte localizadas em áreas de Florestas Montana. Outros problemas mostrando que o sistema ainda não é ideal, vão desde falta de infra-estrutura, até a escolha das áreas, que muitas vezes se dá por critérios "não científicos". Visto o desmatamento ainda ocorrer em altas taxas, as unidades de conservação estão se tornando isoladas, o que é um grave problema na conservação da biodiversidade: espécies que exigem grandes áreas, como a onça-pintada e a anta são diretamente impactadas por esse isolamento. Na esfera jurídica, a Lei do Corredor Verde institui a criação de um corredor ligando as principais unidades de conservação, de norte a sul da província. Deve-se salientar, porém, que um dos maiores problemas na implementação desse corredor e de outras áreas protegidas é que o trabalho nem sempre é feito em conjunto com as populações locais, o que acaba causando um impasse entre os interesses dos habitantes e dos conservacionistas. Ainda prevalece uma cultura "importada" dos países vizinhos (Brasil e Paraguai) de que as florestas são áreas virgens desperdiçadas.
Por fim, os remanescentes de floresta da Argentina também possuem grande importância em uma ação de conservação trinacional, que une interesses conservacionistas das Florestas do Alto Paraná no Brasil, Argentina e Paraguai, já que possui os maiores trechos contínuos de floresta nessa ecorregião. Existe a iniciativa de implementação de unir as unidades de conservação de Mata Atlântica do Interior desses três países através de um corredor reflorestado pela bacia do rio Paraná.

### No Paraguai

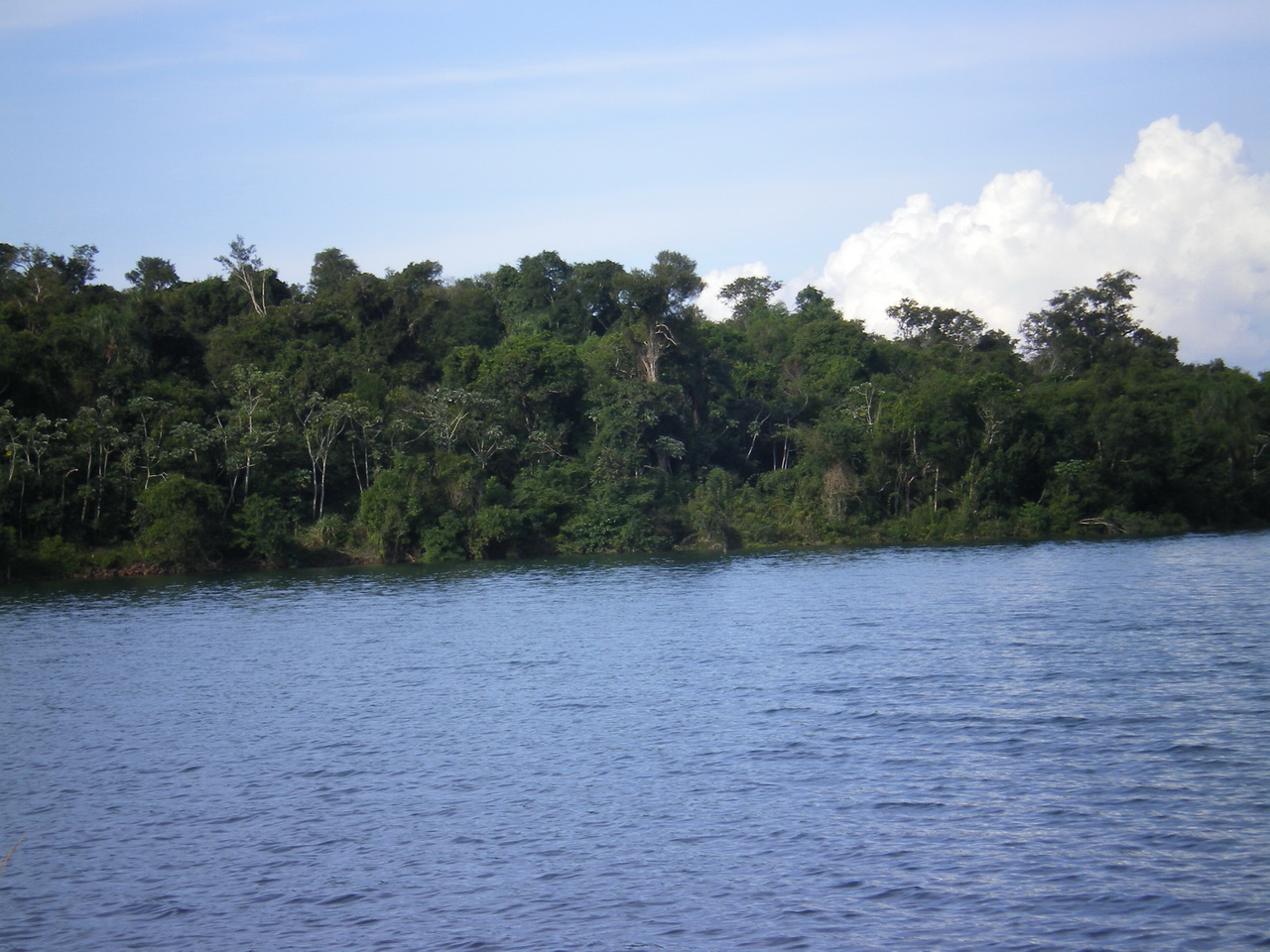
Reserva Biológica Itabó, na parte paraguaia do reservatório de Itaipu.

O domínio da Mata Atlântica cobria todo o leste do Paraguai, totalizando cerca de 156 028 km². Atualmente, restam cerca de 15% da vegetação original (pouco mais de 11 000 km²), distribuídos em fragmentos relativamente isolados nos complexos da bacia do rio Paraguai e Paraná. Por muito tempo, as florestas do Paraguai permaneceram isoladas e preservadas, com um aumento no desmatamento a partir da década de 1980, resultando em uma perda de 15 400 km² somente na década de 1990: tal desmatamento acabou por isolar as unidades de conservação implantadas como forma de compensação pela construção de Itaipu, como a Reserva Biológica Itabó. Até hoje, a biodiversidade da região é pouco conhecida, tendo o conhecimento muitas vezes baseados em relatos superficiais e amplos de padres e pesquisadores estrangeiros isolados. Sabe-se que em relação à fauna aquática, existe notável semelhança com a Floresta Amazônica. As dificuldades sócio-econômicas do Paraguai dificultam as ações conservacionistas, visto que a manutenção de florestas passa a ser visto como um empecilho ao desenvolvimento da região: isto é causa de extrema pressão não só em áreas de floresta particulares, como aquelas que são oficialmente protegidas. Tal dificuldade na conservação das florestas também se reflete na dificuldade na implementação de uma reforma agrária e na solução do uso ilegal de terras devolutas. Apesar das dificuldades de implementação de unidades de conservação da Mata Atlântica paraguaia, existe um bom exemplo de como ações conservacionistas podem dar certo no país: a Reserva Natural Bosque Mbaracayú, que junto com outros fragmentos próximos, constitui a única Reserva da Biosfera paraguaia. Essa reserva é uma unidade de conservação particular, que consiste no único grande fragmento (possui cerca de 640 km²) de floresta no país que é efetivamente protegido. Ademais, as reservas particulares têm se mostrado uma eficiente estratégia na conservação das Florestas do Alto Paraná no Paraguai, visto que as áreas públicas passam por sérios problemas, resultado de uma política ineficiente do Estado em reger tais áreas.

### Projetos sustentáveis
Muitas comunidades utilizam da mata atlântica para a própria sobrevivência, como a comunidade Mandira que utiliza das ostras e venda delas, para o próprio sustento. Essa comunidade,  pratica o processo de extração das ostras efetuam uma pratica de mercado sustentável, mas porque ela é uma pratica sustentava. Primeira mente o aspecto social (trás recursos e fontes de renda para a comunidade) aspetos económicos (geram uma fonte de renda fixa para a comunidade) e os aspetos ambientais se dão (no próprio processo de engorda, se importam para não afetar o ecossistema, preservado ostras matrizes somente retirando ostras com tamanhos medianos e em quantidade restritas. Este é um exemplo de projeto sustentável presente dentro da mata Atlântida mais especificamente no ecossistema mangue.